# KEIYOGINKO POWER COUNTDOWN REAL
『KEIYOGINKO POWER COUNTDOWN REAL』（けいようぎんこう パワー・カウントダウン・リアル。略称"パワカン"）は、BAYFMが2017年4月1日より放送を開始した邦楽専門カウントダウン番組である。愛称はパワカンリアル。
本番組は週間チャートを「パワカン」と題して、年間トップチャートを「グラカン」と題して二つに分けて放送している。なお、年間トップチャートを紹介する特別番組のKEIYOGINKO GRAND COUNTDOWN REALについては、GRAND COUNTDOWN REALにて別番組として紹介。

## 概要
1989年10月5日のBAYFM開局当初から27年半放送してきた『KEIYOGINKO POWER COUNTDOWN JAPAN HOT 30』（以下、HOT 30）を略称「パワカン」を残したまま「リアル」をテーマに大幅リニューアルし、番組タイトルを改名した邦楽専門音楽番組。なお、他のワイド番組は事前にBAYFMのホームページにて次回の内容を掲載されているのだが、当番組では実施されていない。代わりにradikoの概要またはBAYFMの番組表の当番組の枠にその回の放送内容が掲載されている。
当番組は前述の通り邦楽チャート番組のため、洋楽を放送しない邦楽専門番組である。後述の通り、2024年10月以降はBAYFMにおける唯一の音楽ランキング番組となっている。
当番組は、小島と山内が二人で「リアル!」と唱和する（例：（DJのどちらかが）POWER COUNTDOWN、（二人（回によっては三人）で）「REAL!」）それを利用してか、本来山内だけで読み上げる「REAL」を突然小島が叫び出す時もある。
以下は当番組の主なキャッチコピー。
- あなた（またはみなさん）と繋がるメディア。ラジオの力を信じて、土曜日のまったりタイムをガンガン盛り上げてまいります。
- 上がったり下がったりの浮き沈みが激しいミュージックシーンをリアルに探る音楽バラエティープログラム - CM明けなどのカウントダウン再開時に曲紹介をする前に必ずこのキャッチコピーを入れている。
- あなたとGO to MUSIC TRAVEL[10]。
- あなたに音楽のある生活をプラスα。
- "激動のミュージックシーンをリアルに読み解き、今と未来を探るミュージックバラエティー"[11]

前身のHOT 30からは以下の点が大きく異なる。
- カウントダウンの曲が20曲 - HOT 30まで制作していたオリジナルチャート[12]に代わり、ORICON WEEKLY SINGLEのTOP10とBillboard JAPAN HOT100のTOP10を合わせてトータル20曲。そのため、注目曲をかける時は、原則フルコーラスでかけ、イントロに原則アナウンスをのせない[13]。それに伴い、両A面シングルの曲を2つかけることができる。詳細はチャートについてを参照。なおピックアップとしてだが、2025年4月からのアルバムランキングも含めると実質21曲になる。
- DJが2人[14] - HOT 30時代は特番でない限りは原則的に1人のDJが約3時間を担当していた。
- ゲストコーナーが不定期 - HOT30時代は毎週ゲストコーナーが存在していた。後述の中継コーナーが実質的な後継となっており、2025年現在は年に1-3組程度のゲストしか登場しない。さらにHOT30時代にあったゲストコーナーのタイトルは当番組では撤廃され、単に「ゲストコーナー」となっている。
- 中継コーナーがある - 新設されたパート。街の人にインタビュー。2025年現在はクイズ企画と連動させている。
- Ustreamでの配信をしていない。 - HOT30時代は毎週実施していた。ただし、小島が2016年3月まで担当していた「I'm Alive!」ではUstreamを使った企画を放送した経験がある。
- 1週間のエンタメトピックスのコーナーがある。 - 中継コーナーと同じく、新設されたパート。チャートや中継企画と同じく、当番組の看板コーナーとなる。
- パーソナリティのライブ情報やメッセージ紹介などトークコーナーが比較的多め。 - 新設されたコーナー。ランキングが総合20曲になったため、トークコーナーなどを多めにしながらライブ情報を紹介する。
- 第1位（ビルボードジャパン）発表の時間帯とCMの時間帯が異なる。 - HOT30時代までは、第1位の発表後にCMに入っていたが、オリコンチャートの2位までを3時台に紹介し、第1位の楽曲を4時台冒頭にオンエアするため、ビルボードの方も2位までをCMの直前に紹介を終え、その後のCMのあとに第1位発表となる。しかし、2025年8月よりオリコンチャートは15時台は4位までの発表になり、16時の冒頭からTOP3を全て発表する形になったのだが、ビルボードはこれまで通り2位→メッセージ紹介→CM後に1位を発表している。
- リクエストチャート並びにBAYFMのオンエア回数を集計したオリジナルランキング部門がなくなった。 - 前述の通り、オリコンとビルボードジャパンの上位10曲をリアルにカウントダウンするため、HOT30時代にあったリクエストチャートとBAYFMのオンエア回数は廃止された。これに伴い、BAYFMから、BAYFMのオンエア回数、リクエストは廃止された。ただし、オンエア部門に関しては、Billboard JAPANの中に「ラジオオンエア」として入っていて、リスナーリクエストに関しては、チャートとしてではないが数曲紹介する場合がある。但し、ラジオオンエアに関してはBAYFMのみならず、全国のAM/FMのラジオ局のオンエア回数を総合的に決められたランキングとなっている為、BAYFMのみのオンエア集計は当番組では廃止されている．
- 番組全体でチャート紹介が行われている。 - HOT30時代（森久保時代）では15時台はランキングを15:35頃まで順次紹介して後半は特別企画、16時台は前半はゲストコーナー、後半は11位までのカウントダウンしていたが、当番組ではメッセージテーマ発表・中継・リアルチェック・アルバムからのピックアップなどこまめにコーナーを設けている為、全体でカウントダウンしている上、HOT30ほど派手なカウントダウンではない。
- 一位の発表の時のSEがない。 - HOT30時代もグラカンの時はSEが省かれている。しかし2025年8月以降16時台冒頭でオリコンウィークリーTOP3を発表しているが、一位発表前に番組のジングル（同年7月までは16時台オープニングジングルだったものと同じ）がその代わりとなっている。
- アルバムランキングがチャート内から一枚だけピックアップ（2025年4月以降） - バッキー時代ではシングルTOP30・ダウンロードTOP10・アルバムTOP10（かつてはTOP20だった）を3時間でカウントダウンで紹介していたが、当番組はカウントダウンはオリコンシングルとビルボードのみになっており、アルバムランキングはタイトルとは裏腹に一枚だけピックアップになっている。

### スポンサーについて
当番組は、改名前のHOT30時代より、京葉銀行がスポンサーを務めている。ただし、番組内でも、当スポンサーを除く他の企業のCM、BAYFMの番宣、イベント情報なども放送される他、15,16時台の間に途中4回挟むTraffic Updatesは別の企業がスポンサーを務めているため(後述)、提供クレジットでは「京葉銀行他」とアナウンスされている。

### 番組に関するエピソード
- 三田寺時代まではBAYFMの特番の宣伝や、radikoの概要欄に「レポーター 三田寺」と書かれているが、レポーターとしての三田寺は2020年2月で事実上の卒業をしており、番組内では「リコーダー奏者」と称されていた。なお、でぃばばが就任して以降は中継企画を復活させている。

- 番組内では、度々小ネタを挟んだりDJ同士で罵り合ったりして、リスナーの笑いをとる時間がある。後述の「ちなみに情報」ではたまにどうでもいい情報が紹介されることもあり、その時は小島が「出ました！どうでもいい！」とツッコミを入れる。[15]

- なお、小島が担当する番組のため、本人がボケるトークをしたときに、当番組のスタッフ（AD）や構成作家である玉（ぎょく）が後ろで爆笑している模様も聞こえる[16]。

- ランキングのジングルはHOT30時代より踏襲されていて、当番組以外でも利用する番組もある。

- カウントダウン番組としては珍しく、リスナーからのメッセージも紹介するコーナーがあり、メッセージテーマを毎週設けている。

- 三田寺のサビトロ当てクイズでは、三田寺が小島の事を「小鳥」と呼び、麻生を「麻生」と呼び、番組スタッフも含め、罵るプチコーナーもある。

- なお、2019年10月からのリニューアルより、ディレクターがHOT30時代と同じ人（愛称ナベ）に変わっていて、番組の中もHOT30の雰囲気がオマージュされている。

- 2024年時点では、オリコンとビルボードジャパンのオープニングコーナー（前週のTOP3を紹介するコーナー）で、小島が毎週「キャウントゥ!ダウンニャ!」（言い方は回によって様々）という掛け声が毎週の定番になっている。

- 番組内では度々スタジオにあるお菓子が話題になり、Xでも紹介する場合もある。

- 2020年4月～小島の楽曲がストリーミングサービスでの配信を開始したが、その理由は、2020年の3月の番組内で当日のゲスト柴那典とヒット曲に関する特集をし、その後の放送で、「この間の特集の影響で」と付け足しつつ、配信開始を報告していた。なお、2024年時点では一部の楽曲を除いて配信を終了している。
  - 2020年6月にリリースされた小島のアルバム「未来を振り回せ!!」に関して、2017年のグラカンで「来年アルバム出すから」、そして2018年のパワカンで「アルバム制作中」と随分前からほのめかす発言をしていて、約3年の時を経てリリースされた。

- 三田寺のクイズ企画は、だいぶ音程がずれていて、リスナーからは当てずっぽうな答えがほとんど。三田寺曰く「上手く出来たと思う」。リスナーから当てずっぽうな答えが多い為か、2021年11月あたりから当てずっぽうなメッセージ（通常ポンコツさん）を一通紹介して、番組からのステッカー、そして三田寺のツッコミを届ける「今日のボツメール」が開始された。なお、2024年の三田寺の卒業と共に終了したが、同年6月15日より麻生によるコーナーとして再開している。

- チャート（特にビルボードジャパン）で常連の曲がランクインしたら、リスナーがXでそれに関連した画像を乗せることがある。

- 代理でアシスタントを務める雨宮は、過去に小島と共に「SATURDAY つぶやき NEWS SHOW!?」（2021年3月現在放送している「金つぶ」の前身。略称"サタつぶ"）のアシスタントを務めており、約11年11ヶ月ぶりの共演となる。さらに、雨宮が香港に滞在していた際に小島が香港にて雨宮と対面している。

- 三田寺は字の読み間違いが多々あり、2021年3月20日の放送にて三田寺が布袋寅泰のことを「ぬのぶくろとらやす」と言ってしまい、リスナーからそのことをネタにされるようになった。

- 2024年4月よりレポーターとなったでぃばばは英語が堪能な為、リスナーからは「FMっぽい」「英語のリスニングみたい」と呟かられることもしばしばで、三田寺時代にはなかった海外の人にインタビューもするようになった。

- 番組内で吉川晃司と菅田将暉の曲がオンエアまたは言及されると、麻生がゲスト出演した「仮面ライダーW」の話題がXで浮上する。[17]

- 詳細は不明だが、CM明けのランキングのポジションにより番組のジングルが変わることがある。

- 2024年4月よりスポンサーである京葉銀行のCMがリニューアルされたが、CMに出てくるキャラクター「ケイヨウインコ」の「挑戦！挑戦！」などといったモノマネをするリスナーが多い。ちなみに麻生も番組内でモノマネをすることがある。

- チャート紹介は後述の通り麻生が担当しているが、時折流れてる曲とは違う曲の紹介をしてしまうことがある。

- 2025年3月29日に「もうすぐTOP10」にてWiennersと金子みゆによる「ナンバーワン戦隊ゴジュウジャー」の主題歌を特集した際、BAYFM近くの海浜幕張で撮影が行われており、ゴジュウジャーの制作スタッフがその日が暑かった為近くのコンビニでアイスを沢山購入していた所を当番組のスタッフが目撃した模様。[18]なお、その日がもうすぐTOP10の最終回になっていた為、ゴジュウジャー主題歌がラストのピックアップナンバーとなった。

- 藤井風の「きらり」のMVのロケ地が海浜幕張だった為、（藤井はBAYFMでは番組を持ったことはないが）勝手にBAYFMファミリーになっている。他には優里が幕張出身ということで勝手にパワカンファミリーにしていたが、2021年のグラカンにコメント出演したことにより、名実共にBAYFMファミリー、パワカンファミリーになった経緯もあった。

#### ジングルについて
- 2017年4月〜2019年9月までは3本程のボイス、2019年10月〜2025年3月までは一本のボイスだった。
- 2025年の山内登板より女性と男性のミックスバージョンだったり男性のみのジングルと盛りだくさんとなっている。ちなみにパワカンで男性ボイスのジングルはHOT30以来8年ぶりで、REALでは初である。
- なお、しばらくの間はタイトルコールのみのジングルは引き続き以前のものを使用。
- DJ紹介のジングルは2025年4月以降は「MOTIVE!!」と同じ様に小島が女性で山内が男性のボイスとなっている。

## パワカンDJ・ファミリー

### DJ
- 小島嵩弘（通称"こじたん"[19] 2017年4月1日 - ）- パワカン全体では3代目で当番組としては初代。主に提供クレジット、リアクション担当[20]。
- 山内鈴蘭（愛称"らんらん[21]"2025年4月5日 - ）- パワカン全体では4代目で当番組としては2代目。主に番組の進行（曲紹介など）を担当。

### レポーター
- でぃばば（通称”ABCでぃばば” 2024年4月6日 - ） - レポーターは2代目。小島からは「わっしょいさん」（由来は挨拶の時の「こんにちわっしょい」から。）と呼ばれている。なお、でぃばばは原宿の「ベビタピトーキョー」に出勤しており、レポート初回では実際にベビタピに中継を繋いでいた。

※2024年4月の1ヶ月間はスタジオでクイズ企画のDJとして登場。レポーターとしては2024年5月4日から。

### 麻生産休に伴う代理
- 雨宮朋絵（通称"松戸のアゲハ蝶" 2021年3月6日 - 2021年6月26日、2023年1月7日 - 2023年5月27日 ） - 麻生が担当していたものを全面的に雨宮が代理した。[22]

### 過去のDJ・レポーター
- 三田寺理紗（通称”りさたん”。また、2022年夏の登場時に「夏草や兵どもが夢の跡」を「へいどもが」と読んだため、”へいさん”と呼ばれるようになった。2017年4月1日 - 2024年3月30日）- レポーター初代。

※2017年4月 - 2020年2月までは中継リポーター、2020年3月 - 2024年3月までは奏者として出演。
- 麻生夏子（通称"あそたん" 2017年4月1日 - 2021年2月27日、2021年7月3日 - 2022年12月31日[23]、2023年6月3日 - 2025年3月29日） - パワカン全体では3代目で当番組としては初代。主に番組の進行を担当していた[24]。

### 代理DJ
- 春原佑紀（2023年4月8日）- 雨宮の代理[25][26]
- 作田つばさ - 三田寺の代理

尚、2023年8月5日も麻生が体調不良で休演したが、当日は代理を設けず小島が単独で番組を進行した。

#### DJコロナ感染による代理
- 雨宮朋絵（2022年7月30日） - 麻生の代理
- 島村幸男（2022年12月10日） - 小島の代理

### 情報アナウンサー
主に、情報ゾーン（Updates）を担当する。ただし、回によっては、番組内で臨時情報を放送する場合もある。
- 川田正美 ※HOT30時代から継続出演。当日の朝8:00頃[27]

から出演している。
- 小野ゆかり - 川田休演時の代理。同じく当日朝8時頃から出演している。

## リスナーメッセージ
- メッセージテーマの語尾に必ず「リアル」をつける[28]。番組公式SNSのXは#パワカン。[29]
- カウントダウン番組は流行りの曲を扱う番組の為、その放送時に最も流行しているであろうカルチャーなどもテーマにすることが多い。2025年現在「パワカン ショービズ リアルチェック」で紹介するトピックからメールテーマを設定している。
- 2022年以降はスペシャルウィークになると、「一万円があったら何に使う？」を固定でテーマにしている。
- 紹介している時にバックでオンエアされている曲は、Sawagiの「City Bounce」。
- ちなみに番組曰く、初メールに関しては厳しいらしい。ただし、本当は初メールは大歓迎。

なお、番組が始まる前に、公式SNSのXでメールテーマを公開している。

### スペシャルウィークについて
2ヶ月に一回、スペシャルな一週間が行われる。そして当番組もスペシャルな企画を実施したり、ゲストを呼んだりする。この週の放送分はサビトロ当てクイズでプレゼント企画となる。他のワイド番組は共通のプレゼント企画を実施しているが、当番組は対象外である。
なお、2019年4月~2019年12月はbayfm開局30周年のスペシャル企画を実施しているため、その期間は「パワーウィーク」と題さず、「bay with you. bayfm 30th Anniversary Special」と題して、レーティングの1~2週前から実施している。プレゼントの人数は30周年にちなんで30名。
さらに、翌年2020年のBAYFMは、「パワーウィーク」というタイトルでのレーティングではなく、「スペシャル企画」や他局と同様に「スペシャルウィーク」と名乗るようになったため、パワーウィーク自体は2019年2月で終了している。
2025年6月のスペシャルウィークよりラス曲チャレンジが土日の番組で実施され、当番組ではBillboard JAPAN HOT100の一位の楽曲を応募フォームからエントリーするプレゼント企画。但し、他の番組とは違い、ビルボードの1位をラストナンバーとしている為、水曜日のランキング公開時点で既にオンエアする曲が決まっている。

### 今日のボツメール
毎週エンディング前にサビトロ当てクイズから当てずっぽうだったり、おかしな答えなどのメールから一通紹介し、何かしらが書かれたLOVE OUR BAYステッカーをプレゼントする。2021年11月スタート。
- ただ、最近ではサビトロに絡まないメッセージも紹介する場合もあったり、サビトロの問題自体は正解してはいるものの、メールの内容がツッコミどころ満載だったりするものにもステッカーをプレゼントする模様。
- 三田寺時代は当選者の妄想似顔絵を描いたステッカーをプレゼントしていた。
- 麻生と山内の場合は一言メッセージ入りステッカーをプレゼントしている。

#### リスナープレゼント
番組内ではボツメールのステッカーのみだが、スペシャルウィークの時は、アマゾンギフトカード1万円分をリスナーメッセージとクイズ企画を総合させて厳正なる抽選で3名にプレゼントする。

## 番組内の用語

### 番組内で使われる用語
番組内における独自の用語である。
- リアル[31]
- 日本の音楽シーン[32]
- オリコンとビルボードジャパン[33]
- オリコンウィークリーシングル[34]
- オリコンウィークリーアルバム[35]
- 信頼と実績の日本の二大音楽チャート
- ミュージックバラエティー[36]
- ダウンロード
- 動画再生[37]
- ラジオマンに愛されてラジオオンエアの指標
- ストリーミング
- CDセールス[38]
- カラオケ
- オリコンとの2冠達成[39]
- ナッツメロメロ（2024年4月より使用。主に懐かしい曲に使う。）
- 〇〇の社員がずらり。BAYFMからライブでオンエア。（主に15時台の番組中断時に）
- 小島と鈴蘭（または山内鈴蘭、鈴蘭でーす！）がナビゲート（またはナビゲーション）
- ○○がプラスα（2024年4月からのスポンサー京葉銀行のキャッチコピーから取っていると思われる）

### 番組内で使われるネタ
当番組のみで使われる独特の用語。当番組では、聴衆率を上げるため、（当番組は、数字と言っている）以下のような言葉に差し替えて使われる。
- カウントダウン→キャウントダウンヌ（具体的にキャウント、ダウンヌ!）※回によっては巻き舌で言う場合もある。
- ツイッター→ツイッタァー（英語風に）※前日の金つぶでも小島が単独で放送する場合は使っている。
- 生放送→ニャマ放送
- リアル→レオ、ラ!、ルアル
- ハッピー、HAPPY→ヒャッピィー
- BAYFMのDJ→BAYFMファミリー、BAYFMファーミリィー、ベベベベベイエフエムファーミリィー ※HOT30時代からの継承
- 今まで何やってたんだか - 初メールにのリスナー対して[40]
- 出ました! どうでもいい! - ちなみに情報で、どうでもいい情報を出されると、小島が発言する。
- 秋元大先生 - AKB48グループや坂道シリーズなどがランキングに入った時。なお、グラカンの場合はこれをカウントしている。ちなみに2025年4月からはAKB/SKEの元メンバーの山内が麻生夏子の後任として当番組に出演している。

## 年表

### 終盤のHOT30
- 3月4日、POWER COUNTDOWN JAPAN HOT 30で森久保祥太郎が、「翌月4月からパワカンが大幅にリニューアル」と発表。さらに、当時のパーソナリティであった森久保祥太郎[41]がパワカンを3月25日をもって降板する事も発表[42]。
- 3月21日、4月からの新番組紹介特番にて、リニューアルのパワカンを紹介。そして、27年弱続いたタイトルも変更して、"POWER COUNTDOWN JAPAN HOT30"から、"POWER COUNTDOWN REAL"に変更する事も発表。パーソナリティに、小島嵩弘、麻生夏子、レポーターに三田寺理紗をそえると発表[43]。
- 3月25日、森久保が2年3ヶ月務めたパワカンを降板。エンディングでも、当番組についても発表した。
- 3月30日、当番組のサイトを掲載開始。サイトで、前番組のTOP30をやめて、新たに、オリコンとビルボードジャパンの上位10曲をリアルにカウントダウンする事を発表。さらに、当番組の番宣も放送開始。

### 2017年4月 - 2025年3月
- 4月1日、前週までのHOT30からPOWER COUNTDOWN REALに改名後、最初の放送。パーソナリティは、小島嵩弘と麻生夏子。レポーターに三田寺理紗[44]。スポンサーは、京葉銀行。第1回の第1位の曲は、乃木坂46の「インフルエンサー」。
- 4月22日、初のパワーウィーク。番組初のゲストが登場。ゲストはひらがなけやき（現・日向坂46）。
- 5月20日、オリコンとビルボードで、防弾少年団の血、汗、涙が首位。当番組初の韓国アーティストの首位曲である。
- 6月17日、2回目のパワーウィーク。番組のゲストで初の男性が登場。ゲストは佐藤竹善。この週の放送分より、番組開始から続いていた「REAL TOP3」のジングルを廃止。さらに、前週のTop3を発表する時も、ランキングのジングルの放送を開始。
- 6月24日、当番組の看板コーナー「NEWS FLASH MUSIC REAL JOURNAL!」並びに「ガチです！ここがリアル3」を入れ替え。
- 7月1日、スポンサーである京葉銀行のCMがリニューアル。
- 8月5日、アシスタントの麻生が誕生日を迎えるため、麻生夏子誕生日スペシャルで放送。
- 8月12日、番組開始から放送回数20回を達成。
- 8月26日、3回目のパワーウィーク。ゲストに半﨑美子が登場。
- 9月16日、SMAPの「世界に一つだけの花」がオリコンウィークリーシングルならびにBillboard JAPAN HOT 100で、9位にランクイン。この日のチャートインが当番組にてSMAPが初のチャートイン。
- 9月23日、9月30日、前番組HOT30時代からゲスト出演しているw-inds.、黒木渚が登場。
- 10月7日、番組プチリニューアル。イヤホン引っこ抜き隊、麻生夏子presents REAL POINT!が終了。そして、ミュージックパトロール、もうすぐtop10がスタート。16時台の放送内容を変更。
- 10月21日、4回目のパワーウィーク。ゲストにSILENT SIRENが登場。
- 10月28日、TWICEの「One More Time」が首位。韓国アーティスト2組目の首位曲。
- 11月4日、毎週金曜日夜9時から放送している「WEEKEND THE RAMPAGE」のパーソナリティを務めているTHE RAMPAGE from EXILE TRIBEのメンバーの陣を含む4人を迎えた。欅坂46の「風に吹かれても」が首位。オリコンとビルボードでは、デビュー曲「サイレントマジョリティー」から5作連続で首位を獲得に更新。
- 11月11日、前週の首位曲の欅坂46の「風に吹かれても」が二連覇達成。当番組としては、初の二連覇の曲となった。
- 11月25日、リアルなリサーチ「ミュージックパトロール」のコーナーを、急遽17時27分も加えて、計4回の中継になった[45]。それに伴い、小島と麻生のライブ情報は番組のエンディングで紹介した。
- 12月16日、5回目のパワーウィーク。ゲストにシシド・カフカが登場。番組のエンディングで、12月30日の午後1時から放送されるKEIYOGINKO GRAND COUNTDOWN REALを発表。
- 12月23日、翌週の特別番組にて、オリコンとビルボードの年間チャートTOP30をカウントダウンすると発表。ゲストには、欅坂46、AKB48を迎えると発表した。「パワカン」としては、この週が2017年度最後の放送となった。
- 12月30日、GRAND COUNTDOWN REALを放送。放送40回目。当日はBAYFM本社スタジオからの非公開放送。

2018年
- 1月6日、2018年初のPOWER COUNTDOWN REALを放送開始。首位曲は、Hey! Say! JUMPで「White Love」。
- 1月13日、Billboard JAPANの7位に当番組初の首位曲の乃木坂46の「インフルエンサー」が紅白効果でtop10返り咲き。
- 1月20日、2017年8月末より、top10入りを続けていたDAOKO×米津玄師の打上花火が12位へランクダウン[46]。
- 1月27日、年明け初のゲストが登場。ゲストは藤田麻衣子。
- 2月3日、オリコンとビルボードジャパンの2位に仮面ライダービルドの主題歌PANDORAの「Be The One」がランクイン。なお、ビルドのナレーションはHOT30時代の初代DJのバッキー木場が担当している。[47]
- 2月17日、HOT30時代でもゲスト出演している家入レオが登場[48]。
- 2月24日、米津玄師の「Lemon」が2位にランクイン。その後に、打上花火を超えるtop10入りを続ける。さらに、2018年の年間ソングチャートでは首位を獲得している。このあたりはグラカンで紹介している。
- 3月3日、年明け初（6回目）のパワーウィークを放送。ゲストは、マーティフリードマンが登場。
- 4月7日～4月28日まで約1ヶ月間パワカンリアル 春のキャンペーンを放送。ゲストには、高島尚子、三ツ矢雄二、Juice=Juice、Crazyboy（三代目 J SOUL BROTHERS from EXILE TRIBEメンバー）。
- 4月7日、米津玄師の「Lemon」がビルボードで二連覇達成。ビルボードでは、欅坂46の「風に吹かれても」に続いて、2曲目である。京葉銀行のCMをプロモーション仕様のみに集約し、16時台の放送を終了した。
- 4月21日、7回目のパワーウィーク。ゲストにJuice=Juiceが登場。
- 5月19日、放送60回目。
- 5月26日、春のキャンペーン以来久々のゲストが登場。ゲストはZAQ。「ガチです!ここがリアル3」終了。さらに、5月より放送開始したホンダ・ジェイドのCM曲に起用された米津玄師の「LOSER」が約1年ぶりにtop10返り咲きし、番組初のチャートイン。
- 6月2日、新コーナー「MUSIC REAL JOURNAL ANNEX」開始[49]。
- 6月16日、8回目のパワーウィーク。ゲストに2回目登場のひらがなけやき（現・日向坂46）。当日は、AKB48世界選抜総選挙の模様を現地リポーターに電話をつないで、放送。
- 7月7日、提供クレジットの音声を変更。情報ゾーンは小野ゆかりが代理を担当（当日8:00から担当していた）。
- 7月14日、お笑いエンターテイメントについてラリー遠田に電話をつないで、放送。本人は、後ほどにゲストに登場する。
- 7月21日、ゲストに2回目の家入レオが登場。オリコンウィークリーシングルの5~3位にかけて、ランキングのジングルが流れないという放送事故が発生した。
- 7月28日、2週連続でゲストが登場。ゲストはRAMMELLS。
- 8月1日、当番組のスポンサーである京葉銀行が、平日の15時35分の交通情報（Traffic Updates）でスポンサーになる。
- 8月4日、9回目のパワーウィーク。麻生の誕生日の2日前の放送。ゲストにさくらしめじとラリー遠田。パワカンとしては、バッキー時代から約3年7ヶ月ぶりで二組が登場した。
- 8月18日、中島愛がゲストに登場。当日、スタジオイクスピアリで、観覧整理券200枚を配布。DA PUMPの「U.S.A.」が10週連続のtop10入りを達成。
- 8月25日、2017年下半期、チャートを賑わせたDAOKO×米津玄師の打上花火が3回目のtop10返り咲き。
- 8月28日（火曜日）、9月いっぱいまで麻生が、bayfmの朝9時からの3時間の番組「miracle!!」の火曜日の代理を担当する[50]。
- 9月1日、Billboard JAPANで、星野源の「アイデア」が第1位。なお、この曲は、デジタル部門のみの集計で、史上初の首位を獲得している。ANNEXでさくらももこ追悼スペシャルを放送。
- 9月8日、Billboard JAPANで、星野源の「アイデア」が2週連続で首位。当番組の2連覇の曲は、欅坂46の「風に吹かれても」、米津玄師の「Lemon」に続いて3曲目。
- 9月15日、ゲストに二回目のTHE RAMPAGE from EXILE TRIBEが登場。ミュージックパトロールが放送50回目を達成。米津玄師の「Lemon」が30週連続のチャートインに更新。
- 9月22日、もうすぐtop10が30回目を達成。
- 9月25日、麻生が担当しているmiracle!!を降板。
- 10月6日、番組開始から80回を達成
- 10月15日（月曜日）三田寺がMOZAIKU NIGHTにゲスト出演。
- 10月20日、当番組で10回目のパワーウィーク。ゲストには、bayfmのDJでもお馴染みの槇原敬之。オリコンウィークリーシングルで乃木坂46の「ジコチューで行こう!」が10週連続でtop10入りを達成。ゲスト登場時の放送内容を変更。
- 11月3日、ミュージックパトロールで、三田寺が宣伝部長を勤めている千葉市動物公園から中継した。ANNEXでは、いきものがかりを特集した。当番組としてはいきものがかりの曲は初のオンエアとなった。
- 11月24日、もうすぐtop10で登場したランキングのジングルが、洋楽版でも流れていたものと同じものになるという奇跡的な事態が発生[51]。米津玄師の「Lemon」が40週連続に到達[52]。
- 11月30日、bayfmのホームページで当番組のスペシャル版KEIYOGINKO GRAND COUNTDOWN REALを発表。当日のゲストはDA PUMP。
- 12月8日、番組内で特番を発表。さらに、年間チャートも、前年度と同じく、オリコンシングルチャートとビルボードジャパン総合ソングチャートの上位30曲をカウントダウンすることも発表。さらにANNEXでは、ビルボードジャパンの年間アルバムチャートを紹介。
- 12月15日、11回目のパワーウィーク。今回は、ゲストに吉本坂46。
- 12月22日、2018年度最後のパワカンを放送。
- 12月29日、GRAND COUNTDOWN REALの放送。なお、当日は、BAYFM本社スタジオから非公開放送。

2019年
- 1月5日、2019年最初のPOWER COUNTDOWN REAL開始。当日は、オリコンもビルボードも年始は休業中に伴い、2018年12月29日放送分のチャートを紹介。ナンバーワンソングはKinKi Kidsで「会いたい、会いたい、会えない。」。
- 1月12日、オリコンの第一位が桑田佳祐の曲だったため、特集コーナーの"MUSIC REAL JOURNAL ANNEX"を16:05に放送。そのあとのコーナーを、ANNEXの放送時間帯に移動。さらに、米津玄師の「Lemon」が、2週連続の首位（通算4週）を達成。3回以上連続で当番組での首位曲はこの曲が初となった。
- 1月19日、米津玄師の「Lemon」が3連覇を達成。3連覇を達成する曲は、2017年最初の星野源の「恋」以来で、当番組としては初の出来事である。
- 1月26日、2019年初のゲストが登場。ゲストは渕上舞。なお当日はスタジオイクスピアリにて観覧整理券を配布する。もうすぐtop10とANNEXは中止。
- 2月2日、前年のシングルである米津玄師の「Lemon」が当番組としては初の5連覇を達成した。さらに、2018年2月26日付けよりランクインから50週目のチャートインを達成。
- 2月9日、新年初のパワーウィーク。タイトルは「HOT HOT HOT! bayfm POWER WEEK」。ゲストに眉村ちあきを迎えた。さらに、ゲストを迎える回にも「もうすぐTOP10」を放送開始。
- 3月1日、同月30日にスタジオイクスピアリからの生放送を終了し、4月からは、BAYFM本社のスタジオ（STUDIO MARIVE）から生放送することが、DJ小島嵩弘から発表された[53]。さらに、37週連続TOP10入りを決めていたDA PUMP「U.S.A.」が15位にランクダウン。そして、「このラジオがヤバい」キャンペーンでは、当番組が掲載された。
- 3月9日～23日、スタジオイクスピアリでの公開放送で最後のゲストコーナーを実施。
- 3月16日、DA PUMPの「桜」がオリコンシングルで5位にランクイン。オリコンでDA PUMPがTOP5入りするのは16年9ヶ月ぶり。そして、billboardでは、3週ぶりのTOP10入り。
- 3月30日、舞浜イクスピアリ2階シアターフロントにあるスタジオイクスピアリから最後の生放送を実施。2000年7月から18年9か月にピリオド。小島と麻生がスタジオイクスピアリから公開放送で担当したのは2年間。この日をもってスタジオイクスピアリは閉鎖された。

- 4月6日、幕張のBAYFMスタジオマリブより放送をスタート。春のキャンペーンで中継コーナーが拡大で放送。さらに、オリコン、ビルボードともに当番組にゲスト出演した事のある日向坂46[54]のデビュー曲「キュン」が第一位を獲得。
- 4月20日、当番組の前身のDJでもあった森久保祥太郎と、Sinnosukeと、ZAQが出演。森久保がパワカンに出演するのは約2年3ヶ月ぶり。
- 4月27日（平成31年）、平成最後のパワカンを放送。
- 5月4日（令和元年）、令和最初のパワカンを放送。幕張メッセから毎年開催されている「ピーアーク presents 幕張メッセどきどきフリーマーケット」のイベントステージに小島と麻生が13時より出演。そして、平成最後のオリコンとビルボードのカウントダウンを実施した。一位はジャニーズWESTの「アメノチハレ」。
- 5月11日、令和第一周目のオリコンとビルボードのカウントダウンがスタート。オリコンで日向坂46の「キュン」、ビルボードではあいみょんの「マリーゴールド」が首位へ返り咲くと共に、令和初の集計チャートで栄冠を勝ち取った。
- 5月25日、当番組としては史上初のゲストが登場しない月間となった。さらに、Official髭男dismのシングル「Pretender」が3位。
- 6月15日、米津玄師の「Lemon」が10位にダウン。このチャートインで、10位～1位まですべてのポジションにランクインした事になる。
- 6月29日、「もうすぐtop10」で当番組史上初の100位の曲をピックアップ。
- 7月6日、「もうすぐtop10」が当日に限り放送休止された。当日はゲスト回だったが、次のゲスト回では問題なく放送している
- 7月13日、BTS（防弾少年団）の「Lights」が首位を獲得。このチャートインより、呼び方をBTSに変更した[55]。
- 7月27日、長期連続でランクインしていた米津玄師の「Lemon」がTOP10落ち。なお、前週は6位であったため、6ランクダウンして12位に大幅に落ちてしまった[56]。連続TOP10入り記録は74週でストップしている。
- 8月3日、あいみょんの「マリーゴールド」がTOP10落ち。ただし、翌週のチャートでは、返り咲いている。
- 8月17日、BAYFMの「KISS & SMILE」のDJ森口博子のベストアルバムがANNEXで放送された。さらに、DA PUMPの「P.A.R.T.Y. ~ユニバースフェスティバル~」がオリコンで3位、billboard JAPANでは7位ににランクイン。なお、グラカンでもゲスト出演した事もあるDA PUMPのメンバーやも出演している「劇場版 仮面ライダージオウ Over Quartzer」[57]の主題歌でもある。
- 8月18日（日曜日）、麻生が茨城県にて始球式を担当。
- 8月24日、米津玄師の「Lemon」が5位に返り咲き。5週ぶりのランクインとなった。なお、前週13位だったため、8ランク上がった。なお、米津玄師は2位に「馬と鹿」がランクインしていた。
- 9月7日、「MUSIC REAL JOURNAL ANNEX」が終了。最終回のANNEXにてドラえもんが特集された。なお、この形態での放送はこの週で終了。翌週はライフライン情報などで一部コーナーが休止されている。
- 9月14日、台風15号による大規模災害による情報を放送したため、レギュラーコーナー「MUSIC REAL JOURNAL」シリーズは中止。当番組が始まって以来、本家のREAL JOURNALも休止させるのは今回が初。
- 9月16日（月曜日）、特番「bayfm 30th Anniversary Song of Japan」にて、当番組の冠スポンサーである京葉銀行のCMをオンエア。
- 9月21日、前週と同じく、台風15号による大規模災害による各自治体の情報を放送したため、「MUSIC REAL JOURNAL」シリーズを中止。さらに、billboard JAPANで米津玄師の「馬と鹿」が首位。billboard JAPANの第一位がフルサイズオンエアで放送されるのは2019下半期では初となった。さらに、当日は、リスナーからのリクエストナンバーもオンエアした。それに伴い、当日限りもうすぐTOP10は16:20頃、billboard JAPANは16:30頃に移動。米津玄師の新曲は二回オンエアした。
- 9月28日、5月に続いてゲストが一ヶ月間登場しない月間となった。
- 10月5日、BAYFM並びにパワカンは30周年。パワカンリアルとしては大幅リニューアル。オープニング、エンディング、ジングルなどBGMを変更。番組ジングルは、これまでは三種類の声が存在していたが、今回の改編を機に1つの声に変更されている。この時のランキングTOP10のジングルはこの日より、洋楽版と共通化させた[58]。新コーナー「ミュージックタイムマシーン」がスタート。
- 10月12日、ゲストに黒木渚が出演する予定だったが、台風19号の接近に伴い、出演を延期すると番組公式ツイッターで発表した。なお、このレーティングでゲスト出演が無いのは今回が初。さらに、アマゾンギフト券のプレゼント企画も休止させ、ゲストも含め、後日再びセッティングする事も発表された。さらに、提供クレジットの音源も変更した。
- 10月26日、当番組としては初となる2ヶ月連続のゲストなしの放送となった。さらに、billboardジャパンでは、Official髭男dismの「Pretender」が首位を獲得したにもかかわらず、サビ部分のみの発表となった。
- 11月9日、延期となっていた黒木渚がゲストに登場。
- 11月16日、番組サイトで、オリコンウィークリーシングルの掲載方法を変更。
- 11月23日、奥華子がゲストに登場。この出演により、当番組としては初となる3回目となる出演となった。
- 11月30日、POWER COUNTDOWN REALがbayfmの12月号のタイムテーブルにて特集されていて、その事が発表され、2019年のKEIYOGINKO GRAND COUNTDOWN REALも発表。
- 12月21日、2019年（令和元年）最後のパワカンを放送。当日より、ランキングジングルのTOP10をパワカンオリジナルに再び変更。ただし、「タイムマッチーン」のコーナーのジングルはそのまま継承された。
- 12月28日、13時よりGRAND COUNTDOWN REALを放送。ゲストは香取慎吾。

#### 2020年
- 1月4日、新年初のKEIYOGINKO POWER COUNTDOWN REALを放送。当日のオリコンチャートのメディア公開が1月6日のため、前週のGRAND COUNTDOWN REALにて紹介できなかった12月30日付けのチャートを紹介。さらに前述の通り、「ミュージックタイムマッチーン」のコーナーもこの日よりパワカンオリジナルへ変更された。さらに、前週に放送したGRAND COUNTDOWN REALで使用された番組ジングルをパワカンバージョンにて放送開始。
- 1月11日、Oricon Weekly SingleにてFoorinの「パプリカ」が3位、美空ひばり（AI歌唱）の「あれから」が10位にそれぞれランクイン。両者共に番組コーナー「もうすぐTOP10」で特集された楽曲であり、後者に関しては、前週に特集されていた為、最も期間（もうすぐTOP10で特集されてからチャートに入るまで）が短い楽曲となった。さらに、Official髭男dismの「Pretender」が4週連続（1月6日付けチャートを含めれば5週連続）の一位を獲得。前年から引き続きで連続首位を獲得する曲は初。
- 2月8日、麻生夏子が2020年吉日に一般男性との結婚を初めて発表した。番組150回目。さらに、麻生の楽曲がサブスクリプションで解禁されている。
- 2020年初のゲストが登場。ゲストは青春高校3年C組。さらに、SixTONES vs Snow Manの両A面シングル「Imitation Rain / D.D.」（当時オンエアされた楽曲はSixTONESで「Imitation Rain」）がオリコンチャートで、Official髭男dismのシングル「I LOVE...」がbillboard JAPANで2週連続で首位をキープした。ストスノ（SixTONESとSnow Manの略称）が2週連続で首位を獲得した楽曲は2017年11月の欅坂46「風に吹かれても」以来、2年4ヶ月以来の栄冠を勝ち取った。さらに、4時台、5時台のオープニングジングルを変更された。
- 2月29日、日本全国が新型コロナウイルスによる感染拡大を防ぐために、色々なアーティストや芸人のライブなど、一般客が来るイベントを中止、または延期させるなか、当番組のコーナー「ミュージックパトロール」も感染を防止するために、当日BAYFM 本社スタジオからの合同放送に変更され、企画内容もリスナーリクエストに答える形で出演。この日より、三田寺は終息までの間、スタジオからの出演となる。
- 3月21日、パワカン春のキャンペーンがスタート。
- 4月1日（水曜日）、番組の公式サイトをリニューアル。新公式サイトはそれまでのサイトで載せていた過去のチャート、ゲストのアーカイブも引き継がれている。radikoの画像も新バージョンに変更されている。
- 4月4日、新型コロナウイルス感染拡大防止に伴い、終息までの間、飛沫感染防止でDJとDJの間にアクリル板を置いての放送になっている。
- 4月18日、新型コロナウイルス感染拡大防止に伴う緊急事態宣言の発令に伴い、Billboard JAPANで、当放送週集計分より、カラオケ部門の集計を緊急事態宣言解除まで中止としている[59]（番組発表なし）。
- 4月25日、レーティング。ただし、当日はスペシャルゲストは迎えず、三田寺のレギュラーコーナーを拡大しての放送となる。さらに、2020年3月21日に特集した影響で小島がサブスクリプションで一部のアルバムを解禁している。
- 5月2日より、緊急事態宣言が解除されるまでの間、DJ同士の間隔を開ける為に、小島と麻生が別々の場所から生放送を実施（麻生：BAYFM第一スタジオ、小島：BAYFM第一スタジオの窓の奥の多目的ルームの特設スタジオ、三田寺：BAYFM多目的ルームにベニヤ板を設置してそれぞれ個人化）。
- 6月27日、7月11日、もうすぐTOP10にて、前者King & Princeの「君を待ってる」、IZ*ONEの「Vampire」が特集された。過去のオリコンチャートで首位を獲得した楽曲としては異例となる。なお、IZ*ONEの「Vampire」は番組内リニューアル初回で首位を獲得した楽曲となっている。
- 6月27日、billboard JAPANでKinKi Kidsの「KANZAI BOYA」が首位を獲得。2020年7月現在はbillboard JAPANの第一位がオリコンと同等ならほとんどがサビ部分のみの発表だったなか、この曲はbillboard JAPANでも1コーラスではありながらオンエアされた。この週の放送から、ほとんどの確率でオリコンと二冠を達成したbillboard JAPANの1位が1コーラスオンエアされる回が多くなった。
- 8月3日、8月限定のコーナー「こじゼミ」を開始。
- 8月15日、米津玄師の「Lemon」がTOP10入り。なお、今回のチャートインは米津のサブスクリプション解禁や、ニューアルバム「STRAY SHEEP」の効果もあり、前週51位からジャンプアップを果たした。なお、米津のアルバムのリードトラック「感電」も前週9位から3位にランクアップしている。なお、当日のこじゼミでも、米津玄師のアルバムを特集した。
- 9月5日、4ヶ月ぶりのゲストが登場。ゲストはKing & Princeから神宮寺勇太。パワカンシリーズで初となるジャニーズアーティスト。
- 10月17日、筒美京平追悼スペシャルを放送。
- 10月24日、ゲストに高橋優が登場。なお、リモート出演となる。オリコン／Billboard共にLiSAの「炎」が一位。
- 10月31日、前週の一位の楽曲であるLiSAの「炎」が2週連続で一位を獲得。2週連続でオリコン／Billboard共に一位を獲得した楽曲は2017年11月の欅坂46（現:櫻坂46）の「風に吹かれても」以来。
- 12月5日、番組のエンディングにて、2020年のKEIYOGINKO GRAND COUNTDOWN REALの放送を発表。併せて、12月19日の全集中ウィークの情報も発表。
- 12月19日、番組内で麻生が第一子の妊娠を発表。さらに、翌年に産休することも発表。
- 12月26日、13時よりGRAND COUNTDOWN REALを放送。

#### 2021年
- 1月2日、新年初のパワカン。なお、年末年始中の放送の為、グラカンでも放送される年末年始中のCMが多数放送された。チャートはグラカン放送週のチャートを紹介。
- 1月9日～緊急事態宣言発令に伴い、コロナ感染防止の呼び掛けを実施。
- 1月23日、200回目の放送。
- 2月20日、麻生が3月より産休に入り、番組初の代理DJを添える事を発表。なお、代理DJは番組Twitterで顔を隠した状態での発表。
- 2月26日、radikoにて、麻生の代理が雨宮朋絵となることが発表。
- 2月27日、番組内で正式に麻生の代理として雨宮朋絵が担当することが発表され、雨宮もエンディングにて出演。
- 3月6日、産休中の麻生に代わり、雨宮がアシスタントを担当。それまで麻生が担当していた役割を当面雨宮が務めている。以降、番組のジングルはリニューアルされたが、引き続きタイトルコールのみの旧ジングルとの併用となる（もうすぐTOP10も麻生の声のものを引き続き使用）。なお、当日はSexy Zone佐藤勝利からのメッセージを放送。
- 4月3日、POWER COUNTDOWN REAL5年目の放送。当日は、番組開始当時のメッセージテーマで放送した。さらに、3月より放送開始されている京葉銀行の新CMを旧CMとの併用で放送開始。2021年度より、春のキャンペーンは実施されず、通常の放送となる。
- 4月24日、麻生が自身のTwitterにて第一子出産を発表。番組内でもそのニュースを報告した。
- 7月3日、麻生が産休からの復帰。京葉銀行のコマーシャルも新バージョンで放送開始。
- 7月24日、MUSIC REAL JOURNAL ANNEXを約1か月9か月ぶりに期間限定復活。
- 12月4日、REAL JOURNALにて2021年のGRAND COUNTDOWN REALの情報が解禁された。
- 12月18日、年内最後のパワカン。
- 12月25、1時からGRAND COUNTDOWN REALを放送、アシスタントは当日に限り麻生に代わって雨宮が担当。

#### 2022年
- 1月1日、新年初のパワカンを放送。例年だと、元日はグラカンを放送していた時期もあったが、当番組ではグラカンを12月最終土曜日に放送している為、元日にパワカンを放送している。さらに、番組構成を一部変更。なお、前年のグラカンは麻生は体調不良による休演で雨宮が代理になっていた為、当日が復帰回となった。
- 4月16日、三田寺の音楽企画サビトロ当てクイズを中継企画として実施した。その際当番組で代理を担当した雨宮が中継先からサプライズ出演した。
- 10月1日、HOT30時代から続いているスポンサーの京葉銀行が創立80年。この放送分より1年間は80年記念の宣伝に変更。
- 12月31日（大晦日）、GRAND COUNTDOWN REALを放送。大晦日にグラカンを放送するのは2016年のHOT HOT100以来となる。（REALでは初）

#### 2023年
- 1月7日、麻生が産休に入り、代理で雨宮が担当。なお、CMや交通情報前などの中断時のジングルが4時台中盤を除き廃止され、BGMがフェードアウトする形で直接京葉銀行のCMに入る形式になった。
- 4月8日、雨宮の休暇に伴い、HOT30時代から度々代理で出演していた春原が代理の代理を担当。
- 6月3日、麻生が産休から復活
- 8月5日、麻生が体調不良での休演に伴い、小島が単独で進行を担当。但し、ジングルは通常通りのものを使用していた。
- 10月7日、提供クレジットの音源を変更。提供クレジットの一部SEも変更された。
- 12月30日、GRAND COUNTDOWN REALを放送。

#### 2024年
- 3月2日、番組より2017年のリニューアル以降から行われてきた「イヤホン引っこ抜き隊」、「ミュージックパトロール」の中継リポーター、2020年のコロナ禍以降から行われてきた「あなたの音楽センスをパトロール」で様々な楽器を演奏してきた三田寺が卒業することが発表された。担当は7年間（レポーターは約3年間、奏者としては約4年間）。後任はでぃばばが出演する。
- 4月6日、3月までの三田寺に代わりでぃばばが出演。4月の1ヶ月間はスタジオからの生放送で出演した後、5月よりかつて三田寺がやっていた様に街角での中継コーナーを2020年2月以来約4年ぶりに復活することも発表された。なお、スポンサーの京葉銀行の宣伝もリニューアルされている。
- 4月13日、HOT30時代から長らく使用してきた提供クレジットのキャッチフレーズ「確かな絆を未来へ。京葉銀行」から「プラスαで、未来をともに。京葉銀行」に変更。
- 5月4日、中継企画を再開。初回の場所はパワカンリアル初回と同様原宿からの中継。なお、ゲストに松本伊代が出演したが、2024年のパワカンで唯一のスタジオゲストとなった。
- 6月15日、今日のボツメールを復活。なお、スペシャルウィーク期間に内容をリニューアルをさせるのは2017年以来となる。
- 8月18日（日曜日）、JR千葉駅の駅前広場にて、小島と麻生とでぃばばの3名でサマキャンイベントを実施。鼻歌サビトロ当てクイズをライブで披露した他、8月24日放送分以降のサウンドステッカー（「わかるかなー」の部分）をリスナーとともに収録。
- 9月7日、HOT30より放送され、かつてはパワカンも合同特番も組んだこともある洋楽版「COUNTDOWN RADIO」が9月末をもって放送終了を発表。
- 9月28日、上述の通り、洋楽版「COUNTDOWN RADIO 」が最終回を迎え、当番組でも冒頭で小島が「ALAN Jさんお疲れ様でした」と述べていた。尚、10月からの洋楽版だった枠は「〜洋楽劇場〜SATURDAY STRUT」という番組になりランキング番組ではない為、BAYFMにおける唯一の音楽ランキング番組となる。さらに10月より、中継企画で4月以降（中継は5月より）半年間やってきた鼻歌サビトロ当てクイズを終了させ、でぃばばが楽器を演奏してクイズを出題することがエンディングで発表された。詳細は不明。
- 10月5日、番組の内容を変更。サビトロ当てクイズの楽器をピアニカに変更、時間帯も変更。メッセージ紹介コーナーが少し拡大された。さらに、2022年9月以来のビルボードのチャートでto3から紹介する形に再度改められた。なお、でぃばばは楽器の練習と題してこの放送分と翌週のみスタジオからの出演となる。
- 10月12日、番組内でサビトロ当てクイズの新しいサウンドステッカーを収録。
- 10月19日、中継企画を再開。前週に収録したサウンドステッカーも放送開始。
- 12月21日、2024年最後のパワカンを放送。レポーターの交代を除いてDJが休演がなかったのは2020年以来となる。
- 12月28日、13時よりグラカンを放送。但し、麻生は体調不良に伴い、BAYFMのスタジオからではなく、リモートで番組進行を担当した。

#### 2025年
- 1月4日、新年最初の放送。森久保時代から導入されたランキングのジングルが10年を迎えた。
- 2月1日、Billboard JAPANのTOP10において、でぃばばのコーナーを終えた後の17時台においてMrs.GREEN APPLEの楽曲[60]が6位〜2位に連続チャートインを果たした。2曲連続チャートインは時々あるが、5曲連続チャートインは当番組としては初。

麻生、パワカン引退発表
- 3月1日、2017年4月以降担当してきた麻生夏子が3月いっぱいで番組を引退（卒業）[61]することが発表された。担当期間は7年間。ちなみに麻生は「引退」と発表していたが、引退するのは当番組のみであり、芸能界を引退するわけではない。
- 3月8日〜3月29日、「ありがとう麻生ちゃんキャンペーン」を実施。
- 3月22日、前年の11月ごろから番組サイトのランキングでオンエアされてない楽曲が掲載されていたが、この回より再び邦楽のみに変更された。
- 3月29日、麻生が番組を引退。エンディングでは小島から麻生へのメッセージを読み、麻生の7年間の担当にピリオド。後任は元SKE48、元AKB48のメンバーだった千葉県市原市出身の山内鈴蘭[62]が担当する。

### 2025年4月 -
- 4月5日、前週まで7年間担当していた麻生に代わり、山内が小島と共に担当。新しいジングルも流れている。この回よりもうすぐTOP10に代わり新コーナーとしてウィークリーアルバムランキングも開始。ピックアップとしてだがパワカンでアルバムチャートを紹介するのはバッキー時代の2014年以来となる。さらに、長らく放送してきた「MUSIC REAL JOURNAL」も「パワカン ショービズ リアルチェック」に改題。なお、1年前にリニューアルされた京葉銀行の宣伝から「はじめまして。」が除外されたバージョンに変更。
- 5月12日、ウィークリーアルバムランキングからオリコンに加えてBillboard JAPAN HOT ALBUMSのランキングも追加され、今後はオリコンかビルボードまたはその両方から一枚紹介されることになる。
- 6月7日、Billboard JAPAN HOT100にて、リカレントルールが導入されたことが番組から発表。長期（52週）ランキングに入っている楽曲はストリーミングなどの指標から減算され、新曲が多くランクインされやすくなっている。その影響により早速2024年ごろからランクインを続けたMrs.GREEN APPLEの「ライラック」が前週3位から大きくTOP10落ち。
- 8月2日、番組内容を改正。15時台はオリコンウィークリーシングルを4位までの紹介、TOP3は16時台での発表に変更。
- 8月9日、放送内容は前週と変わらないが、オリコン1位発表時にジングルを追加。

## 年間チャート
毎年12月最終土曜日の13:00~17:50に「オリコン年間シングルランキングTOP30」と「Billboard JAPAN年間ソングチャートTOP30」をリアルにカウントダウンしながら、番組独自のコーナーなどで一年間の音楽シーンを振り返る。当番組では、上半期チャートは発表せずに、年間チャートのみの発表である。

## 中継コーナー（ナッツメロメロ！〇〇でサビトロ当てクイズ）
（中継リポーター：でぃばば）

このコーナーは、HOT30時代のゲストコーナーに変わって放送しているコーナー。FMローカル番組の音楽ランキング番組で中継コーナーは当番組のみである。BGMはHALFBYの「YOUNG DIXIE RUNNERS」。
でぃばば担当よりクイズ企画がメインとなっているが、三田寺がかつてやっていた様に街の人にインタビューも引き続き行っている。なお、でぃばばは英語が得意な為、三田寺時代と違って海外の人にもインタビューすることがある。三田寺時代は街の人だけにインタビューをしていたが、でぃばばは街中にあるお店でインタビューをしたり、食レポをすることもある。
どこかの時間帯にて、でぃばばにもその週のメールテーマに沿って投げかけている。
なお、レポーターのでぃばばに「お友だち」認定された場合は番組SNSのXで画像とともに掲載される。
でぃばば時代になってからは当コーナーが始まる時に2025年現在は「ピアニカでサビを吹く〜ピアニカ（でぃばば）サビトロ〜（山内）ピアニカ（でぃばば）懐メロ！（小島）わっしょい！わかるかにゃ〜？」のサウンドステッカーを流す。

### タイトル
- イヤホン引っこ抜き隊（2017年4月1日 - 9月30日）
- りさたんのリアルなリサーチ「ミュージックパトロール」（2017年10月7日 - 2020年2月22日）
- ナッツメロメロ！サビトロ当てクイズ（2024年5月4日 - ）[68]

### 場所
場所は放送局の地元千葉をはじめ、人口が多い東京が殆んど。回によっては神奈川や埼玉にも中継をする時はある。でぃばばが就任して以降はスタジオがある海浜幕張や千葉駅での中継が多い。

### 時間帯
時間によっては街の様子をレポートするのみになることもある。
3時台 = 15:13-15:18（第1問目出題のみ）、15:41-15:52
4時台 = 16:30-16:41
5時台 = 17:00-17:10（第3問目正解発表のみ）

### 内容
インタビューパートは三田寺時代と同様、街の人や街のお店の人にインタビューする。クイズパートは鼻歌で懐メロソングのサビを楽器で出題し、とあるフレーズのヒントを英語で発表する。正解の曲を流した後、正解者から1通メッセージを紹介、ヒントの英語の解説をする。その時間のコーナーを終えた後、公式SNSのXにてクイズの動画が公開される。
なお、三田寺時代に引き続き正解率が0%の場合、「ファンファンファーン」のSEが流れ、メッセージ紹介をカットし、そのまま次の問題か終了となる。
三田寺時代はレポートの時でも三田寺自身がメッセージ紹介とボツメール紹介をしていたが、でぃばば時代では山内（2025年3月までは麻生）がメッセージ紹介、ボツメール紹介を担当している。さらに、三田寺時代にはあったアートヒントはでぃばば時代より廃止されている。

### 話す内容
- その週のメールテーマ
- 好きなアーティスト、または曲
- 好きなドラマ、最近の流行について
- 相手が着ている服について
- 中継先の特徴について

### 使用する楽器（でぃばば時代のみ）
- 高級ピアニカ（2024年10月5日 - ）※就任から2024年9月まではでぃばばによる鼻歌で披露。

### 備考
- 後ほどのグラカンでは、13時台も加えて、計4回の中継コーナーになる[69]。
- 2018年3月3日はひな祭りの放送に伴い、女性だけに話を伺った[70]。
- 2019年4月6日は15時台、16時35分頃も加えた計5回の中継を届けた。
- 2019年10月12日は台風19号による被害が予想され、当日は、リポートをせず、BAYFM本社にて、番組スタッフの仕事を職場体験風に三田寺が体験。仕事の模様をリポートした。エンディングにはスタジオに合流。
- 2020年2月29日放送分より、新型コロナウイルスによる感染拡大防止のため、しばらくの間は中継企画を中止している。2月29日～3月14日は、音楽リクエスト企画を、3月21日～現在に渡って三田寺のオカリナクイズ企画を放送しているが、三田寺が2024年3月の放送をもって番組を卒業することが発表されている為、実質三田寺が担当する中継企画は終了したことになった。
- 前述の通り2024年5月よりでぃばば担当で街角レポートが復活することが発表された。内容は2022年4月に一度だけ実施したサビトロ当てクイズと同様、でぃばばがスタジオの外で鼻歌サビトロのクイズを出題する。
- 2024年5月4日、約4年ぶりに中継企画を再開。
- 2024年9月21日、番組エンディングにて10月から新企画になることが発表された。詳細は翌週9月28日に発表予定。
- 2024年10月5日並びに10月12日は新しい楽器の練習に伴い中継企画を中止、でぃばばはスタジオからの放送となる。さらに、放送時間帯も少し変更されている。
- 2025年4月5日は新しいサウンドステッカー収録の為スタジオからのクイズ企画。
- 2025年7月5日と7月12日は参議院議員選挙に伴い、中継中に候補者などの演説が流れてしまう為、街頭でのインタビューを避けつつスタジオでの出演または本社あたりからの中継となる。

#### サウンドステッカー
毎回DJやレポーターが交代したり、使う楽器が変わったりするとスタジオで必ず生放送での録音が行われる。小島曰く目標は「ビルボードジャパンのtop10に入るように」とのこと。なお、録音当日は中継企画は中止され、でぃばばはスタジオからのクイズ企画となり、問題も2問になる。

## コロナ禍による中継企画の代替企画（2020年2月29日 - 2024年3月30日）
前述の通り、本社スタジオからの合同放送となっている当コーナーのつなぎの企画として放送。
- 2020年2月29日〜3月14日放送分は当時のコーナー「ミュージックタイムマチーン」との連動でリスナーからのリクエスト企画を放送。
- 2020年3月21日放送分より三田寺が得意とする楽器で、とある曲のサビまたはイントロ部分を演奏して、リスナーメールで解答してもらうコーナー。正解者の中から抽選で一名に三田寺からその正解者にコメントを言う企画。通称「リスナーの音楽センスをチェック」。上述の通りミュージックパトロールのつなぎ企画として放送していたが、2022年現在も「あなたの音楽センスをパトロール」として放送しており、2021年5月には専用ジングルも制作された。（ちなみに声は小島と三田寺と当時代理を務めていた雨宮。）

2024年3月までは麻生によるアートヒントも導入していた。（麻生休演の場合は代打によるアートヒント）
2024年3月をもって三田寺は卒業したが、後任のでぃばばも1ヶ月限定ではあるが、スタジオからの放送で継続していた。そして5月4日放送分より、このクイズ企画をそのままに街角での中継コーナーとして放送している。但し、コロナ禍状態の放送内容はそのままで、音楽コーナーはない、
使用した楽器（三田寺が使用した楽器のみ）
- オカリナ
- ハーモニカ
- リコーダー
- 番組の資金で購入したヤマハ製の高級リコーダー

## タイムテーブル
原則番組開始30分前（回によっては50分前）に番宣が流れる。以下の枠内が通常放送する内容である。特別企画などは不定期コーナーにて掲載。
| 時刻        | 放送内容                               | 備考 |
| ----------- | -------------------------------------- | --- |
| 15:00       | オープニング                           | 番組オープニングジングル。オープニングトーク。番組の趣旨説明・メニューを紹介して、提供クレジット、CMに入る。 |
|             | Oricon Weekly Single(1)                | オリコン週間シングルランキングの上位10枚をカウントダウンしていく。 チャート紹介に入る前に前週のTop3を口頭で紹介し、1位の楽曲はサビ部分を流してからランキングに入る。ビルボードでも同様。 なお、TOP3の発表は、16:00、時報あけすぐに行う（ウィークリーアルバムランキング前）。 そして「ちなみに情報」として、「ちなみに（メンバーの）○○さんは○○です。」など日常のリアルな話題を紹介している。 キャッチフレーズは『◯◯で◯◯な大金持ちアーティストがずらずらっとラインナップされちゃっています』 |
|             | メッセージテーマ発表                   | 当日のメッセージテーマを発表。ここでメールアドレス、Xのハッシュタグを紹介。 |
|             | ナッツメロメロ！ サビトロ当てクイズ(1) | でぃばばのコーナー。 スタジオの外で街の様子をレポートしながら、懐かしの曲（通称「懐メロ」）のサビを出題。 その後にでぃばば得意の英語であるフレーズなるヒントを発表。 このパートではインタビューと第1問目の出題。 |
|             | Oricon Weekly Single(2)                | オリコンチャートの続き。構成は(1)と同じ。 |
|             | メッセージ紹介                         | |
| 15:23       | TRAFFIC UPDATES                        | 交通情報 |
| 15:27       | Oricon Weekly Single(3)                | オリコンチャートの続き。構成は(1)と同じ。 |
| 15:30       | 小島と山内のトーク                     | タイトルコールは主にない。小島と山内がちょっとしたトークをする。 |
|             | パワカン ショービズ リアルチェック     | 今と未来に繋がるエンターテイメントの「リアル」な動きを探っていく。同タイトルは2025年4月より。 |
|             | Oricon Weekly Single(4)                | オリコンチャートの続き。構成は(1)と同じ。 |
|             | ナッツメロメロ！ サビトロ当てクイズ(2) | でぃばばのコーナー。構成は(1)と同じ。 このパートでは第1問目の正解発表と第2問目の出題となる。 |
| 15:55 15:56 | WEATHER UPDATES TRAFFIC UPDATES        | 天気予報 交通情報 |
| 16:00       | Oricon Weekly Single(5)                | オリコンチャートのTOP3の発表。 |
|             | ウィークリー アルバムランキング        | オリコンまたはビルボード、またはその両方のアルバムランキングから名盤を一枚ピックアップ。 |
|             | メッセージ紹介                         | |
|             | Billboard JAPAN HOT100(1)              | メッセージ紹介コーナーの中で「さーて、ここからは！」の言葉に続いて、 オリコンウィークリーシングルTOP10と同じく、 Billboard Japan Hot 100の上位10曲をカウントダウンしていく。 邦楽番組のため、当チャートでは洋楽は除いている。 なお、このチャートは基本的に全編フルで流す。（オリコンで流した場合もビルボードでは1コーラスを流す。 なお、特別企画があったり時間が押し迫った時はフラッシュで紹介。） なお、ゲスト登場の回は、当チャートにシャッフルを増やして、時間帯を減らしている。        |
|             | メッセージ紹介                         | |
| 16:28       | TRAFFIC UPDATES                        | 交通情報 |
| 16:30       | ナッツメロメロ！ サビトロ当てクイズ(3) | でぃばばのコーナー。構成は(1)と同じ。このパートでは第2問目の正解発表と第3問目の出題。 なお、ゲスト登場時はこのパートが休止となる。 |
|             | Billboard JAPAN HOT100(2)              | ビルボードジャパンの続き。構成は(1)と同じ。 |
|             | メッセージ紹介                         | |
| 16:54 16:56 | AIRLINE UPDATES TRAFFIC UPDATES        | 成田空港発着情報 交通情報 |
| 17:00       | ナッツメロメロ！ サビトロ当てクイズ(4) | でぃばばのコーナー。構成は(1)と同じ。このパートでは第3問目の正解発表。 なお、ゲスト登場時はこのパートで第2問目の正解発表で終了となる。 |
|             | Billboard JAPAN HOT100(3)              | ビルボードジャパンの続き。構成は(1)と同じ。 |
| 17:23       | メッセージ紹介                         | |
| 17:26       | Billboard JAPAN HOT100(4)              | ここからはビルボードジャパンTop3の紹介。 |
|             | メッセージ紹介                         | |
|             | REAL情報局!                            | 小島と山内が、自身の今後のライブやイベントなどを紹介。 なお、ライブの他に、BAYFM内のゲスト出演や、当番組以外の番組に代理出演する場合も、この時間帯で発表する。 なお、放送開始 - 2024年9月までは17:23頃のメッセージ紹介の後に放送されていたが、 翌10月よりメッセージ紹介が17:36頃も追加された為、この時間に移動。 |
|             | Billboard JAPAN HOT100(5)              | ビルボードジャパンの第1位の発表。 |
|             | 今日のボツメール                       | ナッツメロメロ！サビトロ当てクイズでボケたメールを山内が一通紹介。山内一言メッセージ入りLOVE OUR BAYステッカーをプレゼント。 |
| 17:47       | エンディング                           | The Go! Teamの「Junior Kickstart」をかけながらエンディングトーク。 来週のお知らせなどを紹介したりしながら小島がスポンサー読みをする。 回によってはレポーターのでぃばばも登場する。 |

### 不定期コーナー
ゲストコーナー（16時26分頃）
ここでは、ゲストを迎えるコーナー。HOT30時代の「ホテル森久保」の跡継ぎ版になる。2019年度までは月に1 - 2回登場していたが、2024年現在は2020年のコロナ禍以降のサビトロ当てクイズがメインとなった為、年に1〜3組のみとなっている。過去に「ここがリアル3」と連動して、ゲストに訪ねていたが、2018年6月より、テーマのみで、ゲストにリアルな部分を探っている。さらに、2018年10月の放送分より、迎える時間帯を16:26分に移動。それに伴い、ゲストを迎える時は、16時28分頃の交通情報中に迎える。ゲスト登場時はサビトロ当てクイズは2問になっている。
京葉銀行からのお知らせ（主に16時30分頃）
2017年4月 - 6月並びに2017年と2018年のグラカンは毎週放送していたが、2024年時点は不定期で放送をしている。
番組からのお知らせ（主に16時30分頃）
2ヶ月に一回のレーティングの詳細をレーティング期間の前の回までに発表したり、グラカンの情報、番組発のイベント情報などを発表していく。
ニュース（番組内で情報が入り次第放送）
その時に届いている共同通信社のニュースや天気予報をその都度放送。なお、番組終了後の17:54頃のBAYFM Updatesでも紹介している。主にCMなどの番組再開時やチャートによる曲紹介直後に行われる。その時間帯のみジングルは番組オリジナルではなく、BAYFMのジングルが流れる。
サウンドステッカー収録（主に17時冒頭）
でぃばばのコーナーの最初に流れるサウンドステッカーを生放送で収録する企画。主にDJやレポーターが交代、または使用する楽器などが変更されるとこのコーナーが放送される。小島曰く目標は「BillboardでTOP10入りさせること。」らしい。このコーナーを放送する日はサビトロ当てクイズは2問となる。

### 終了したコーナー
チャートについてのトーク
番組開始~2017年7月まで、オリコンウィークリーシングル2位を発表した後の15時49分頃、ビルボードジャパンホットワンハンドレッド2位を発表した後の17時39分頃に、ランキングに入ってきた曲や、11位以下の曲を言葉で紹介していたが、翌月の、急遽入れ替えを機に、廃止。オリコンについては、後の10月よりスタートした「もうすぐtop10」のコーナーで、11位以下の曲を一曲特集している。
NEWS FLASH MUSIC REAL JOURNAL!
番組開始~2017年9月まで音楽業界の『リアル』な動きを探っていくニュースコーナーだった。翌10月より、幅を広げて、エンターテインメントの『リアル』な動きを探っていくニュースコーナー「MUSIC REAL JOURNAL」にリニューアルされ、2018年6月より、当コーナーをバージョンアップさせた「MUSIC REAL JOURNAL ANNEX!」を放送開始。2017年6月までゲストが来ると、15:35以降のガチです!ここがリアル3の時間に引っ越していた。2017年7月より「ここがリアル3」と入れ替え。
イヤホン引っこ抜き隊
番組開始～2017年9月まで三田寺がいろんな女性のイヤホンを引っこ抜いて、何を聴いているかを調査するコーナーだった。翌月より、男性にも、出演もできて、音楽シーンのみならず、メールテーマでトークしていくコーナー「ミュージックパトロール」がスタート。
麻生夏子presentsもうすぐtop10リアポ
イヤホン引っこ抜き隊と同じく番組開始～2017年9月まで、もうすぐTop10に入ってくるアーティストをピックアップしていたコーナーだった。
ガチです! ここがリアル3
放送開始~2018年5月まで放送した。このコーナーは、毎週テーマを決めて、番組スタッフがランキングをまとめたり、小島・麻生がTOP3に決める。回によってはゲストが行っていた。翌月6月より、15時台に放送している「MUSIC REAL JOURNAL」のバージョンアップ版「MUSIC REAL JOURNAL ANNEX!」を放送開始。
MUSIC REAL JOURNAL ANNEX
2018年6月～2019年9月まで放送していた。15時台の「MUSIC REAL JOURNAL!」のもう少し上を行った番外編だった。一週間のニュースを一つピックアップして、2曲以上オンエアしていた。なお、ライブリポートを放送する場合は、中止。ゲストが来た時は中止していた。終了後は、小島が進行するコーナー「ミュージックタイムマシーン」（愛称：ミュージックタイムマッチーン）として放送している。
ミュージックタイムマッチーン
2019年10月～2020年2月まで放送していた。パワカン特製のタイムマチーンに乗って、邦楽の名曲を紹介していた。なお、このコーナーのみ、小島（タッセル小島）が進行していた。終了後は、既存のコーナーを拡大したり、チャート紹介時間を拡大して放送中。
リアルなリサーチ「ミュージックパトロール」ウー！
2017年10月〜コロナ禍の2020年2月まで放送していた。レポーターの三田寺理紗が、色々な街に出て、何を聴いているかを調査したり、人の着ている服を訪ねたり、メールテーマでトークをするコーナー。最後に三田寺が「ウー!」と言ってお別れする。なお、グラカンの時は拡大版もある。2020年2月29日の放送からは、新型コロナウイルス感染拡大防止で中継企画を中止していたが、前述の通り三田寺が2024年3月をもって番組を卒業、最終回である2024年3月30日も音楽クイズ企画を放送する為、事実上終了したことになった。
今日のボツメール（三田寺時代）
2021年11月〜2024年3月（2021年のグラカンを除く）までサビトロ当てクイズでボツになったメッセージを一通紹介した後、三田寺のツッコミと共にLOVE OUR BAYステッカー（三田寺の「通称妄想似顔絵」手描きイラスト付き）を一名にプレゼントしていた。三田寺の卒業と共に終了。
麻生夏子のライブリポート（16時32分頃）
2018年2月より始まったコーナー。麻生がライブに行ったアーティストを紹介する。もともとは、グラカンで、麻生がtop3にまとめて紹介した時にライブリポートをしていた。2019年度より、放送方式は17時台は迎えないゲストコーナー形式となっている。2019年のリニューアル以降一切放送されていない上に麻生が2025年3月をもって引退する為、事実上終了。
MUSIC REAL JOURNAL
2025年3月まで放送していた。2025年4月より内容はほぼ同じ「パワカン ショービズ リアルチェック」として放送。
もうすぐTOP10
2017年10月から2025年3月まで放送していた。オリコンウィークリーシングルTOP30圏内からのピックアップナンバーを一枚紹介していた。
麻生ちゃんリアル情報局
2025年3月まで放送していた。開始当初は麻生のライブ情報を不定期で放送していたが、終盤は麻生のリアルな情報を届けていた。麻生の降板とともに終了。

## UPDATES
情報ゾーンは、20分~30分置きに更新する。
- TRAFFIC UPDATES
  - 15:23、15:56、16:28（アイダ設計提供[83]）、16:56
- WETHER UPDATES
  - 15:55（綜合警備保障提供）
- AIRLINE UPDATES(成田空港発着便)
  - 16:54[84]

### CM
CMは次の時間帯に放送。16時台前半以外はスポンサーとなる京葉銀行のCMをオンエア。なお、17時の時報はユアエルムである（2021年1月現在、16時の時報は広島建設セナリオハウスとなる。2023年より番組中断の番組ジングルは廃止された。◎マークは中断時に基本的にジングルが流れている時間帯である。
- 15:03
- 15:23
- 15:53
- 16:30◎
- 16:52
- 17:27
- 17:39

## パワカン ショービズ リアルチェック
15:35分頃に放送しているコーナー。主に未来につながるエンターテイメントのリアルを探っていく。

### 概要
音楽業界や、エンターテイメントなどの一週間の出来事を2~6個を紹介。1個ごとに小島が解説していく。なお、このタイトルは、2025年4月5日から。開始当初は、「NEWS FLASH MUSIC REAL JOURNAL!」、2025年3月までは「MUSIC REAL JOURNAL」と題して放送していた。エンターテイメントに関するトピックスを幾つか放送しているランキング番組は、J-WAVEの『TOKIO HOT 100』がある。当番組と違って、アメリカのニュースがほとんど。
2019年4月から同スタジオで放送開始された金曜日朝9:00~の「MOTIVE!!」でもエンタメのニュースを紹介するが、当番組でも変わらず紹介している。
2021年10月からは番組内のお知らせも「未来のニュース」として紹介。当年度のグラカンもこのコーナーで紹介された。

### 年譜
- 2017年4月1日、番組の開始と同時にスタート。パワカンとしては、初のエンタメトピックを紹介するコーナー。タイトルは、"NEWS FLASH MUSIC REAL JOURNAL"。
- 2017年6月24日、当コーナーを、16時30分から15時35分に引っ越し。代わりに、その時間のコーナー「ここがリアル3」がこの時間帯に放送。
- 2017年10月7日、コーナーがリニューアル。タイトルも「NEWS FLASH」が外れ、"MUSIC REAL JOURNAL"となった。さらに、音楽シーンのみならず、エンターテイメントのニュースも発表するようになった。
- 2018年6月2日、2度目のリニューアル。ニュースのトピックを少し増やして、この時間帯に放送していたオンエア曲を廃止。さらに、以前、当番組の放送していた時間帯に、ふかぼりするコーナー"MUSIC REAL JOURNAL ANNEX!"を開始。
- 2019年4月27日、BAYFM78 のMOTIVE!!でも同じようなニュースコーナーを開始しているが、当番組は終了させずに2019年8月現在も放送されている。
- 2019年5月以降、エンターテイメントの情報をさらに増やし、拡大した。
- 2019年9月14日、台風15号関連情報を放送するため、当コーナーを休止。
- 2019年10月5日、当コーナーを復活させると共にBGMを変更。
- 2024年4月13日現在、当コーナーで紹介するトピックスの一つからメールテーマを設定している。
- 2024年6月15日放送分で仮面ライダー THE SUMMER MOVIE「仮面ライダーガッチャード」「爆上戦隊ブンブンジャー」のトピックスを紹介したが、仮面ライダーガッチャードの映画は麻生がゲスト出演していた仮面ライダーWの放送回の脚本と監督が同じ人となっている。[87]
- 2024年10月19日、10月17日に急逝した西田敏行の追悼企画として西田敏行の名曲を一曲オンエア。
- 2024年11月以降、それ以前はなかったものの、最後のトピックを紹介するときに「おしまいに」を付け足されている。しかし、それもわずか数ヶ月程度で自然に廃止された。
- 2025年4月5日放送分よりリニューアル。タイトルを「パワカン ショービズ リアルチェック」に変更。内容はREAL JOURNAL時代とほぼ変わらないが、未来につながるエンタメ情報をピックアップしていくことになる。

## 番組の音楽コーナー
主に4時台に放送していた。
HOT30では「NOWなミュージックコーナー」に値する音楽コーナー。

### ガチです!ここがリアル3
このコーナーでは、エンターテイメントなどのいろんな世の中のものをtop3にまとめてカウントダウンしている。
例えば、
- 『○○に聞いてみた!○○○○リアル3』 - 中継コーナー以外にも、番組のスタッフ（当番組はADと呼んでいる）が、色々な所に出て、外の人にメールテーマなどのテーマで、聞いて来た模様を収録して、ランキング形式で発表していた。
- 『麻生（または小島）が感じたものリアル3』 - 二人のリアルな部分を探っていくテーマ。後半は、ほとんど実施していない。

いずれも仮称である。
- 『ゲストの○○○リアル3』[88]

なお、このコーナーは2018年5月26日で終了。翌週6月2日より、エンターテイメントのリアルを探る「MUSIC REAL JOURNAL!」の番外編「MUSIC REAL JOURNAL ANNEX!」がスタート。新たにエンターテインメントの中から、一つ取り上げて、特集する。ゲストコーナーでは、「ゲストの○○○リアル!」に独立して、ゲストに聞いている。

### MUSIC REAL JOURNAL ANNEX!
このタイトルは2018年6月2日よりスタート。このコーナーは、REAL JOURNALと違って、一つのニュースをピックアップして、さらに、特集して、曲を2曲以上オンエアする。事実上「ガチです!ここがリアル3」の後継コーナー。
なお、2019年8月現在は、オープニングでも予告する。

### 概要
当コーナーは、一週間のエンターテイメントの『リアル』を探っている「MUSIC REAL JOURNAL」と違って、世の中にあるエンターテイメントのニュースから、当番組独自で厳選したニュースを紹介して、当番組独自の特集も入れながら、エンターテイメントのニュースをふかぼりするコーナー。同じように、ニュースをふかぼりする番組は、フジテレビの夕方に放送されている「みんなのニュース」にある「ふかぼり」がテレビ番組で放送されている。なお、当番組のDJが行ったこともニュースとして紹介する場合もある。

### 2018年
ゲストが来る回は放送中止。
- 6月2日 - 椎名林檎
- 6月9日 - 芹澤廣明 - この放送回より、ニュース風に紹介。
- 6月23日 - この日の放送分は、サッカーW杯の歴代テーマソングをピックアップ（Superfly、椎名林檎など）。
- 6月30日 - オリコン上半期カラオケランキング - さらに、オリコンの上半期カラオケランキング上位3曲をカウントダウンした。
- 7月7日 - 飲み物のCMソング
- 7月14日 - 上半期のお笑いエンターテイメントを振り返った。当日は、専門家に電話をつないで、お笑いエンターテイメントについてトークしながらトークした。
- 8月11日 - 全国高校野球 - 当番組初の音楽ミックスを実施。約3週ぶりに放送。
- 9月1日 - さくらももこ追悼スペシャル
- 9月8日 - 吉田拓郎ニューアルバム特集
- 9月22日 - 樹木希林追悼特集
- 9月29日 - 松任谷由実 - 今までの曲をデジタル配信開始。
- 10月27日 - ライブリポートリアル放送のため放送休止
- 11月3日 - いきものがかり活動復帰
- 11月10日 - 2018年流行語大賞
- 11月24日 - 松田聖子
- 12月8日 - billboard JAPAN年間アルバムチャート

### 2019年
- 1月5日 - 第69回紅白歌合戦
- 1月12日 - 桑田佳祐 - この日のみ、16時台前半に放送。
- 1月19日 - NHKのど自慢、カラオケ特集 - 小島と麻生のリクエストで2曲オンエア。
- 2月2日 - 嵐活動休止 - 小島と麻生のリクエストで2曲嵐の楽曲をオンエア。
- 8月17日 - bayfmでもレギュラー番組を持つ森口博子のベストアルバム「ガンダムカバーソング」
- 8月24日 - 浜崎あゆみを題材にした本の特集
- 9月7日（最終回）ドラえもん - この日の放送をもってANNEXは終了。

### さくらももこ追悼スペシャル
ちびまる子ちゃんなどの作者、さくらももこの急逝に伴い、2018年9月1日放送分は、さくらが手がけた楽曲で追悼した。取り上げたアーティストは、B.B.クィーンズ、桑田佳祐、さらに、2018年に亡くなった西城秀樹の曲を放送した。

### 樹木希林追悼スペシャル
2018年9月15日に亡くなった女優の樹木希林を当番組は、音楽シーンで振り替える特集スペシャルを2018年9月22日に放送。郷ひろみなどのコラボ曲を2曲放送した。

### ミュージックタイムマチーン
こちらは前述のMUSIC REAL JOURNAL ANNEXの後継コーナーとして、2019年10月に開始したコーナー。
タイトルは「タイムマシーン」ではなく、「タイムマチーン」となっている。
このコーナーでは、自称パワカン特製のタイムマシーンに乗って、その年へタイムスリップして、その年のオリコン年間売上ランキングベスト5をカウントアップしていく。ただし一位のジングルはタイムマシンをイメージした曲に被さる形でオンエアされる。
そのあとに、コーナーのテーマに沿って、選曲をする。
「リアル3」がランキングを活用したコーナーで、「REAL JOURNAL ANNEX」は一週間の中で最も厳選されたトピックをもとに選曲したり、特集していたコーナーだったが、当コーナーは、最初に特集する年の音楽シーン（オリコン年間TOP5をフラッシュで紹介）を振り返り、毎回テーマを設けて選曲、様々な世代に合わせたコーナーとなっている。
なお、番組で（特に当コーナー）で繰り返している「タッセル小島」は小島が自分で命名した異名であり、理由としては小島曰く「TかKかわからなくなった」とのこと。タッセルの由来は不明。
最後に小島が「People on loving you. あなたのタッセル小島でした。」と言って終了する。
なお、公式では当コーナーで紹介するチャートはカウントされないが、当項目では、チャートとして扱っている。
また、緊急時（台風などの）や、記念の回には、当コーナーをリスナーからのオーダー企画や、番組スタッフ、ディレクターの選曲として放送する事がある。

### 小島の音楽ゼミ（こじゼミ）
2020年8月限定のコーナー。毎週一つの音楽を取りあげ、小島がその音楽のアーティストやその裏を伝授し、助手役の麻生が答えたりするコーナー。
2020年9月以降、特集形式の音楽コーナーは放送されず、三田寺のミュージックパトロール（音楽クイズ）が事実上の受け皿となる。しかし、2021年7月24日放送よりANNEXが期間限定で復活していた（リニューアル後では初）。
2024年6月現在はでぃばばによる街角での中継企画「ナッツメロメロ！鼻歌でサビトロ当てクイズ」をメインで放送している為、上記の様な特集などの音楽コーナーは放送されていない。（その枠も含めている為三田寺時代と比較して中継コーナーの時間帯がやや長め）

## もうすぐtop10!（2025年3月終了）
毎週オリコンシングルチャートからTOP30圏内の注目曲を一曲ピックアップして放送。紹介の流れは、ジングル→曲→曲のトークという形式で進める。事実上「麻生夏子presents REAL POINT」の後継コーナー。
当コーナーで2018年8月25日にオリコンシングルチャート18位でピックアップされたFoorinの「パプリカ」は、2019年5月のbillboardチャートでTOP10入りした事で、「リアルもうすぐTOP10」を達成した。そして、その後のbillboard JAPANでもTOP20圏内にランクインし、何度もTOP10入りをしている。さらに、2019年12月28日放送の「GRAND COUNTDOWN REAL」では、billboard JAPAN年間チャートへ7位にランクインし、「もうすぐTOP10」の歴史を塗り替えた。
2024年10月5の放送では遊助とロバート秋山の楽曲を紹介し、その後のメッセージ紹介の前にロバート秋山によるBAYFM 35th ANNIVERSARYのオリジナルジングルをオンエア。なお、当番組でジングルが流れたことについては誰も言及はしなかった。
提供クレジットと同様麻生が休演時もジングルは引き続き麻生のタイトルコールを使用している。
なお、クリスマスイブの前の放送（グラカンの前の週）は山下達郎の「クリスマス・イブ」を原則特集する。クリスマス・イブがTop10にランクインまたはグラカン前の週でもクリスマスイブではない週は別の楽曲を紹介している。
基本的に初登場曲を紹介するが、年明けのランキングなどの新譜のリリースが少ない放送週は過去にTOP10に入ったことのある楽曲が紹介される。
更に年末年始のチャート休暇によりTOP10として紹介できなかった楽曲も当コーナーで紹介されることもある。
なお、当コーナーは2025年3月をもって放送終了。HOT30時代の「HOT30 Annex」から長らく続いてきたウィークリーランキング圏外からの特集は廃止され、4月以降は「ウィークリーアルバムランキング」としてオリコンとビルボードのアルバムランキングから一枚ピックアップすることになる。詳細はチャートについてを参照。

### 麻生夏子presents REAL POINT!
2017年9月まで放送していたコーナー。後継コーナーと違って、もうすぐtop10に入って来るアーティストを2曲オンエアしていた。なお、このコーナーの略称は「リアポ」。

#### 麻生夏子presents もうすぐtop10時代と比べて
- 時間帯が異なる。

開始～2017年9月まで
- 16:10-16:23

2017年10月 - 2019年12月
- 16:10-16:15 - 残りの時間帯はBillboard Japanのカウントダウン。

2020年1月 - ?
- 16:11-16:14 - 残りの時間は、メッセージ紹介、billboard JAPANのカウントダウンになる。

? - 2024年9月28日
- 16:15 - 16:20

2024年10月5日 - 終了
- 16:05 - 16:10※オリコンウィークリー第1位発表後すぐにスタート。

開始 - 2019年1月まではゲストが来ると中止していたが、2019年2月より、ゲストを迎えていても放送する形になった。ただし、2019年7月6日放送分（ゲスト登場回）は原因はわからないが、当コーナーを休止した。

なお、基本的に番組内で紹介するチャートTop10のと音源は同じだが、2022年度より、年に一回のペースで何故か洋楽版の音源が流れるというミスが発生している。但し、2024年からは洋楽版が放送終了したことを受け廃止された為、BAYFMにおけるランキングのジングルは当番組のオリジナルジングルのみとなった。

## 特別企画

### 2018年度
2018年3月31日のエンディング中、当番組を放送開始してから一年が経ったこと、翌月からスペシャルな1ヶ月が実施されることを発表した。2017年4月1日にパワカンがリアルをテーマに模様替えして、一年を経った2018年4月7日に一年の感謝をこめて音楽を もっと楽しむ企画を4月限定で放送。それに伴い16:10分頃のもうすぐtop10は中止。
- 4月7日の放送分 「ランキングの裏の裏の裏を大研究」

番組の看板のオリコンチャートとビルボードチャートをリアルにカウントダウンする番組にBillboard Japan.comの編集長を迎えて、ランキングに関する放送を実施。
- 4月14日の放送分 「声優の裏の裏の裏の裏を大研究」

チャートにアニソンが入ってくるため、大御所声優の三ツ矢雄二を迎えて、アニソンに関する放送を実施。
- 4月21日の放送分 「アイドルの裏の裏の裏を大研究」

この放送分はパワーウィークのため、ゲストはJuice=Juiceのメンバーを迎えて、アイドルのリアルな内容を学習する放送。なお、この回は、観覧整理券を200枚スタジオイクスピアリ正面で配布。
- 4月28日放送分 「ダンスの裏の裏の裏の大研究」

音楽シーンにはダンスを披露する曲も登場。ゲストには三代目J Soul Brothersのエリーを迎えて、いろいろなダンスによるトークを披露して、最後の春のキャンペーンを締めくくる。

### 2019年度
パワカン春のキャンペーンは2018年に引き続き2019年にも放送。詳細は2019年3月30日放送のPOWER COUNTDOWN REALで発表する。

なお、これらの企画を放送するため、16時35分頃のMUSIC REAL JOURNAL ANNEXは休止。
三田寺理紗のパワカンリポート増量
2019年4月6日に放送。毎週三田寺が中継で放送している「ミュージックパトロール」を当日は通常より多くの時間帯、そして、埼玉県をリポートして、bayfmとパワカンをPRする企画。
billboard JAPAN特集
billboard JAPANをもっと楽しめるように、当日限定で特集をする。
スペシャルなユニットに大注目！！
buzz★Vibes×ZAQをゲストに迎え、リアルな面を探って行きながら、前パワカンDJと現パワカンDJとコラボトークという現象も発生している。
アニメカルチャー
アニメカルチャーについてを専門知識をもったゲストを迎えて、特集をした。そして、最後に、麻生の名曲「Perfect-area complete!」をオンエアした。

### 2020年度
2020年3月14日のエンディングで、3回目の春のキャンペーンを実施することが発表された。本年度は前年度と違って、3月中旬からのスタートとなる。音楽コーナー「ミュージックタイムマッチーン」は休止。billboardのチャートもシャッフルを加え短縮。
今年のヒット
ゲストに音楽評論家を迎え、2020年の音楽シーンはどうなるのかを探っていく企画。なお、2019年度に放送された「GRAND COUNTDOWN REAL」でも2020年のヒットを予想していたが、今回改めてヒットを予想していく。
配信リリースのウラ
スペシャルゲストにトラックメーカーのぜったくんを迎えて、配信リリースのウラを探っていく企画。
アニソンカルチャー
ゲストに専門家を迎えて、一年ヒットしそうなアニソンをピックアップ。
イントロのウラ 第一弾
小島の友人でもあり、作曲家の岸村正実と電話でトークした。
イントロのウラ 第二弾
前週に実施したイントロ特集がリスナーの間で大反響だったため、当日は、リスナーからのイントロがいいリクエストナンバーを答えた。
ミュージックパトロール拡大版
2019年度に引き続き、三田寺の企画も時間帯を増やして放送。ただし、本年度は、前述の通り、新型コロナウイルスの感染拡大防止に伴い、当日は、三田寺のオカリナの演奏でどの曲かを当ててもらう企画となっている。

なお、春のキャンペーンは2020年度をもって終了した。2021年度以降は通常編成での放送となる。

### 麻生ちゃんありがとうキャンペーン
2017年4月のスタートから小島と共に番組を担当してきた麻生夏子が2025年3月末をもって引退（卒業）することが発表され、麻生に対する感謝祭を3月8日〜3月29日まで実施することが発表された。内容としては麻生の今後の子育てなどに関するメールテーマを設定してリスナーからの感謝やアドバイスなどを募集する企画となっている。ちなみに麻生は放送中にリスナーからのアドバイスをメモにとっている。

### パワカン・カンツリークラブ ”コロコロカップ”
2025年8月30日に予定している特別企画。これは2ヶ月に1回開催される聴取率期間による企画となっており、コロナ禍まではゲストコーナー、コロナ禍以降から同年6月度までは音楽クイズ企画と連動させたプレゼント企画だったが、同年8月度では企画内容が変わり、通称・海浜幕張のドリームコース「パワカン・カンツリークラブ」山内が自身が得意とするパターゴルフを生放送中に挑戦し、100発100中ナイスインした数だけプレゼントを大放出する企画。3名に当たるAmazonギフト券も引き続き実施。

## ゲスト
当番組でも不定期ではあるが、HOT30時代同様に、ゲストを迎える。ただし、HOT30時代にあった名称（バッキー時代は「Bucky's Room」、森久保時代は「ホテル森久保」）は継承せず、単に「ゲストコーナー」としている。
ゲストに訪ねるテーマ
- 「（ゲスト）の◯◯リアル！」 - ◯◯はそのゲストに合ったテーマを設定。
- 「（ゲスト）のちなみに情報リアル！」 - このテーマはどのアーティストゲストにも使われる。

ゲストを迎える時間帯 - 16:26~16:51
★マークのゲストはスペシャル企画中のオンエア。
※マークのゲストは当日スタジオイクスピアリで観覧整理券を配布した（開始 - 2019年3月まで）。
☆マークのゲストは2回目の登場。
□マークのゲストは2回以上の出演。
◎マークのゲストはbayfm30周年アニバーサリースペシャルのゲスト

### アーティスト
この項目はパワカンのみのゲストを紹介。グラカンのゲストに関してはKEIYOGINKO GRAND COUNTDOWN REALを参照。
HOT30時代と違って、時間帯が16時30分頃となり、ゲストにも、番組独自の企画に参加する。
- けやき坂46（現・日向坂46）※☆★[95][96][97]（2017年4月22日、2018年6月16日）
- 奥華子□（2017年5月13日、2019年3月16日、2019年11月23日）
- ЯeaL[98]（2017年5月20日）
- 佐藤竹善★[99]（2017年6月17日）
- chay（2017年7月22日）[100]
- 雨のパレード（2017年8月19日）
- 半﨑美子★（2017年8月26日）
- w-inds.※（2017年9月23日）[101]
- 黒木渚（2017年9月30日、2019年11月9日、2022年4月30日）※当初は2019年10月12日に出演する予定だったが、台風19号による影響で延期となった。
- サイレントサイレン[102]（2017年10月21日） - リニューアル後初のゲスト★
- THE RAMPAGE from EXILE TRIBE☆※[103]（2017年11月4日、2018年9月15日） - パワカンリアル曰く「体育会系」
- 吉田山田（2017年11月18日） - 麻生曰く「お仕事仲間」[104]。また、メンバーは、当番組を聴いている。
- シシド・カフカ★（2017年12月16日）
- 藤田麻衣子（2018年1月27日） - パワカンリアル曰く「涙活の女王」
- 丸本莉子（2018年2月10日） - スタジオ生演奏を番組初で実施。
- 家入レオ☆（2018年2月17日、2018年7月21日）[105]
- マーティフリードマン[106]★（2018年3月3日）
- 足立佳奈☆（2018年3月10日、2019年8月3日） - 2017年度最後のゲスト
- 三ツ矢雄二（2018年4月14日）
- Juice=Juice※★（2018年4月21日）
- Crazyboy※（2018年4月28日）
- ZAQ（2018年5月26日）[107]
- ラメルズ（2018年7月28日）
- さくらしめじ※★（2018年8月4日） - 番組初の3週連続でゲスト（春のキャンペーンを除く）
- 中島愛※（2018年8月18日）
- 槇原敬之★（2018年10月20日）
- chuning candy（2018年11月17日）
- 吉本坂46★（2018年12月15日）
- 渕上舞※（2019年1月26日） - 観覧整理券配布形式で最後のゲスト
- 眉村ちあき★（2019年2月9日）
- J☆Dee'Z（2019年3月9日）
- 杏沙子（2019年3月23日） - 事実上スタジオイクスピアリでの最後のゲスト
- buzz★Vibes×ZAQ◎（2019年4月20日） - 森久保祥太郎はHOT30以来となる出演となる。
- 私立恵比寿中学◎（2019年6月15日、2019年12月7日）
- MAX（2019年7月6日） - この放送のみ「もうすぐTOP10」を中止させていた。
- 安藤裕子◎（2019年8月31日） - メールテーマも「私のちなみに情報リアル」にしていた。
- BAND-MAID◎（2019年12月14日） - 番組内でも語尾に「～っぽ」という鳩の鳴き声を導入
- 青春高校3年C組★（2020年2月22日） - 2020年2月1日放送分のオリコンチャートでTOP10入りしている。
- Lead（2020年3月14日）
- ぜったくん（2020年3月28日）
- King & Prince（メンバー 神宮寺勇太[108]）（2020年9月5日） - 約4か月ぶりのゲスト。このゲストコーナーは収録放送。
- 高橋優★（2020年10月24日） - リモートでの出演となった。
- 青山テルマ（2021年10月30日） - グラカンを除けば2021年度で唯一のゲスト。
- SixTONES（メンバー髙地優吾）（2023年4月8日）
- ≠ME（メンバー 尾木波奈、永田詩央里）（2023年9月9日）
- 松本伊代（2024年5月4日）-グラカンを除けば2024年度唯一のスタジオゲストであり、2025年5月現在では最後のスタジオゲストとなっている。

### アカデミー系
- Billboard JAPAN.com 編集長 高嶋尚子☆（2019年度は◎）（2018年4月7日、2019年4月13日）
- ラリー遠田★（2018年8月4日） - 17時20分頃に登場。
- 柴那典（2020年3月21日）
- ニッポンのレコード大将から鮫肌文殊と中野俊成（2022年6月18日）

### 電話でのゲスト
- ラリー遠田
- 浜野勤★
- 岸村正実

### コメント出演
グラカンでは毎年幾つかのアーティストがコメント出演しているが、パワカンでは2021年頃から導入している。（HOT30以来）
- 佐藤勝利（Sexy Zone）（2021年3月6日、2021年8月7日）
- 藤原丈一郎（なにわ男子）（2024年9月7日）
- 奥田力也（BALLISTIK BOYZ）（2024年12月14日）
- 有岡大貴、高木雄也（Hey!Say!JUMP）[109]（2025年6月7日）

## チャートについて
HOT30時代までは3時間で、トータル60~30曲をカウントダウンしていたが、当番組からは、オリコンウィークリーシングルTop10とBillboard Japan Hot 100 Top10をリアルにカウントダウンする番組なので、トータル20曲となっている。なお、年内最初の放送はランキングの年始休暇に伴い、グラカンを放送する週のチャート（例:2018年最初の放送分→前年公開の1月1日付）をカウントダウン。なお、オリコンの日付は、放送日の2日後の月曜日でビルボードの日付は放送週の水曜日ある。

### 概要
当番組では、「リアル」をテーマに放送しているため、前番組HOT30とは違って、CDの売り上げ枚数のみをカウントした「オリコンウィークリーシングル」、そして、CDの売り上げ枚数だけでなく、ダウンロード、ストリーミングなどのデジタルなランキングを総合させた「Billboard Japan Hot 100」。この上位10曲をカウントダウンしながら「オリコンでは上位だが、何故ビルボードジャパンでは下位なのか。」、または「オリコンでは下位だけど、ビルボードジャパンでは上位が多い。」という誰のどの曲が売れてどうなっているのか。上がったり、下がったりの浮き沈みの激しい日本の音楽シーンを探っていく音楽番組である。さらにBillboardではオリコンでは滅多にない10週以上連続チャートインまたは首位記録を更新することが多い。そこも当番組の醍醐味でもある。
- 他のカウントダウン番組は、放送局の放送回数や、リスナーのリクエストを総合させた一つのランキングをカウントダウンするが、当番組では、完全に、会社が作ったランキングをそのままカウントダウンしている。なお、当番組のランキングは、毎週水～木曜日の中で更新されるので、チャートを知りたい方はそちらも参照に。
- 当番組のチャートの合い言葉は、信頼と実績の日本の二大音楽チャート『オリコンウィークリーシングルTOP10』、『Billboard JAPAN HOT 100 TOP10』をリアルにカウントダウン。である。リアルをテーマにカウントダウンするため、アーティスト（またはメンバー）のリアルな情報を届ける（通称ちなみに情報、Wちなみに）（例：「ちなみに、○○さん、いつも○○をしています。」、「ちなみに○○さん、実は○○何だとか？」）。なお、サビ部分での発表の時はちなみに情報は紹介しない[113]。
- オリコンは、邦楽版のCDシングルチャートをカウントダウンしているが、ビルボードジャパンは、チャート内に数曲洋楽が入っているが、当番組は、洋楽は除いて、カウントダウンしているため、普通のビルボードジャパンランキングは2位にランクインしているものが、首位を獲得する場合もある。なお、その場合は、11位以下の曲も繰り上がりでランクインする仕組みになっている。（洋楽版が放送終了した2024年10月以降もこの仕様で放送している。[114]）
- トータル20曲かつこまめにトークコーナーが設けられているため、HOT30時代に比べて、サビ部分紹介（HOT30時代は「COUNTDOWN SHUFFLE」（バッキー時代）と題して、30位からフラッシュしていた）が少ない。
- 基本的にオリコンは10-2位はフラッシュとピックアップナンバー1コーラス、1位とアルバムランキングはフルで流し、billboardは全編1コーラスまたはフルコーラスを流す。但し、特別企画や中継などで時間が押し迫った時は10-2位の間でフラッシュで紹介する場合もある。
- ランキングのジングルはHOT30の森久保時代からの踏襲で、年間チャートも同じジングルで放送しているが、2019年10月5日～2019年12月14日は、ディレクターの異動に伴い、TOP10に限り、洋楽版と同じジングル（厳密にはHOT30のバッキー時代からの踏襲）となっていた。そして、1位に関しては、洋楽版と同様に「COUNTDOWN No.1」として放送していた。なお、2019年12月22日時点の「ミュージックタイムマッチーン」に関しては、ランキングジングルはそのまま継承されていたが、翌年1月の放送からは通常チャートと同じ音源に変更されたが、2024年現在は放送していない。なお、「もうすぐTOP10」のコーナーも基本的に通常チャートと同じ音源だが、2022年度より、年一回のペースで洋楽版の音源を流してしまうというミスが起きている。なお、2024年9月をもって洋楽版が放送終了したことを受け10月以降は長らく使用されてきた洋楽版用のランキングジングルが廃止され、当番組で使用するジングルはパワカンオリジナルのみとなった。

さらに、当番組はイントロを大事にしているため、他のカウントダウン番組（他局の番組やbayfmの洋楽版）と違って、DJがイントロにナレーションを乗せることは原則しない様になっており、ランキング中の注目曲は時間があれば、フルコーラスでオンエアする（オリコンで曲紹介したら、後半は同じ曲は1コーラスかフラッシュ）システムになっている。
チャート紹介は山内を始めとしたアシスタントが全面的に担当し、チャート内に歌謡曲が登場した場合は小島が紹介したのち、山内が改めて曲紹介する。但し、2023年8月5日放送分は麻生の休演により、小島が単独でチャート紹介をした。
なお、2019年10月のリニューアル以前はなかったが、リニューアル以降は初登場楽曲に関しては「初登場」、top10に初登場に関しては「TOP10初登場」のアナウンスが追加されている。なお、オリコンとビルボード共に初登場の場合も双方共に初登場またはTOP10初登場とアナウンスしている。
チャート内にBAYFM内で番組を担当しているアーティストがランクインした場合はその番組を宣伝しつつ「BAYFMファミリー」、パワカンやグラカンにゲスト出演・コメント出演したアーティストがランクインした場合は「パワカンファミリー」と紹介に加える。
なお、上述の通り2025年4月5日放送分よりアルバムランキングの紹介がスタートする。但し、2025年6月現在は「ウィークリーアルバムランキング」というタイトルではあるが、カウントダウン形式での紹介ではなく、オリコンアルバムランキングまたはBillboard JAPAN HOT ALBUMS、またはその両方の中から1枚ピックアップしての紹介。

### ORICON WEEKLY SINGLE TOP 10
このチャートは、音楽・映像ソフトを販売している全国17,561店の調査協力店（CDショップ、レンタルや書籍などを扱う複合店、家電量販店、コンビニエンスストア、ジャンル専門店、インターネット通販）の店頭、イベント会場等での販売実績をもとに、全国の週間推定売上枚数を算出しているチャート。土曜日の昼の番組としては珍しく、アニソンや地下アイドルや、歌謡曲が多い。
- なお、オリコンは2017年12月よりデジタルランキングを開始したが、当番組はビルボードでデジタルチャートが入っているためオリコンは普通に、CDレコードショップのシングル売り上げ枚数をカウントダウンしている。
- テーマソング（前週のTOP3をおさらいするパート）はAron Shortyの「Break Your Back」。（2019年10月以降）

### Billboard JAPAN HOT 100 TOP 10
CDの売り上げだけでなく、ダウンロードやストリーミングを加えた複合セールス、さらに、ラジオでのオンエア回数、動画サイト、カラオケといった様々な動向を決められたリアルな総合ランキング。なお、洋楽がTop10内にランクインしている場合は除外してその分を11位から繰り上げている。当チャートではデジタル指標も加わる為、オリコンのように歌謡曲やアニソンといったマイナーな楽曲がランクインすることはほぼなく、今流行りの楽曲が多くランクインする傾向にある。さらに上述の通り10週以上TOP10にチャートインを続ける楽曲も多い。
- 部門は次の通りである。カウントダウン中に次の部門別の位も発表する。

複合セールス
主に、CDシングルの売り上げと、楽曲のダウンロード、ストリーミングを合わせた部門。
動画再生回数
Youtube、GYAO!などの再生回数をまとめた部門。
ラジオオンエア
全国のAM/FMのオンエア回数。HOT30時代は、このランキングにBAYFMでのオンエア回数を合わせて放送していた。
カラオケ
JOY SOUNDなどのカラオケで歌われた回数をまとめているチャート。2018年12月5日よりスタート。
複合セールスを３つに分けて紹介する場合は以下の通り。
CDセールス
オリコンと同じくCDの売り上げのみを集計したランキング。但し、オリコンとは集計方法が違う為、順位が異なる。
ダウンロード
主に音楽ダウンロードサイト（Amazon、iTunes、mora、mu-mo、レコチョク）のダウンロードされた曲をまとめた部門。HOT30時代は、ダウンロードチャートの上位10曲を発表していた「DOWNLOAD HOT 10」を放送していた。
ストリーミング
主にストリーミングサービス（Amazon Music(Unlimitedおよびプライム会員向け）、Apple Music、AWA、うたパス、HMVmusic、KKBOX、LINE MUSIC、Rakuten Music、Spotify、TOWER RECORDS MUSIC）をまとめた部門になっている。
なお、これらのダウンロード、ストリーミングは、2017年の10月9日付けより、公表を開始。
上述の通り、当チャートでは10週以上連続で首位または連続チャートインする楽曲が多い。
ゲスト登場時は、チャートにシャッフルを増やしたり、曲を1コーラスに短縮させたりして、時間短縮させている。
なお、2019年10月現在の関東エリア圏内の中で唯一billboard JAPANをほぼそのまま扱うランキング番組となっている。
なお、下半期の2025年6月4日公開のランキングより、リカレントルールが導入されている。HOT100内で長期チャートイン（52週）した楽曲はストリーミングなどの指標から減算され、新曲がランクインされやすいようになった。ちなみにHot Albumsに関しても26週連続ランクインしたアルバムに関しても減算される。

### ウィークリーアルバムランキング
2025年4月5日放送分より「もうすぐTOP10」に替わるコーナーとして放送。時間帯は当初はもうすぐTOP10時代と同様に16:05以降に放送していたが、同年8月2日放送分より16時台冒頭はオリコンシングルTOP3に拡大された為、16:10以降に放送。。
- オリコン集計のアルバムランキングまたはBillboard JAPAN HOT ALBUMSまたはその両方から名盤を1枚紹介。なお、パワカンでアルバムチャートが紹介されるのは2014年のバッキー時代以来となる。[120]
- ジングルは山内による「ウィークリーアルバムランキング！」というサウンドステッカーが流れる。ちなみに初回の時は当コーナーのみ新しい番組ジングルのボイスが流れていたが、山内登板3回目以降は新しいボイスでの番組ジングルが増えてきている。
- 内容はもうすぐTOP10と同じくジングルとサウンドステッカーが流れた後、アルバムからのピックアップナンバーを一枚紹介。その為、バッキー時代とは違い、番組サイトには引き続きメインとなるオリコンシングルとビルボードのみでアルバムランキングは掲載されていない。
- 「ウィークリーアルバムランキング」と銘打っているが、実際はオリコンシングルとビルボードとは違い、カウントダウン形式で紹介せず、数ある順位の中から名盤を1枚ピックアップしているため一位を紹介しない場合が多い。これはバッキー時代の時もそのケースは存在していた。（4位が初登場楽曲であれば1位ではなく4位を紹介など。）さらに、ランキングもその回によってオリコンで紹介するかビルボードで紹介するかまたはその両方として紹介するかが異なっている。
- ちなみに基本的に当コーナーでもランキングのジングルは流れるが、オリコンとビルボード両方として紹介する際はランキングのジングルは流れずにジングルが流れた後にすぐに楽曲に入る。これはオリコンとビルボードでは集計方法が異なっており、オリコンとビルボードでは順位も異なっているため。[121]
- オリコンとビルボード共にTOP10圏内から一枚ピックアップしている。

### 時間帯
概ね以下の通りに記されているが、番組内では状況により前後することがある。

#### 2025年8月版
オリコンウィークリーシングル/ウィークリーアルバムランキング
このパートでは10-2位はフラッシュとピックアップで、ピックアップは1コーラスのみ、一位はフルサイズオンエア。
| 放送時間     | 内容                                                             |
| ------------ | ---------------------------------------------------------------- |
| 15:03～15:07 | オリコンウィークリーシングル10位~9位ぐらいまで                   |
| 15:18～15:20 | オリコンウィークリーシングル8位~7位ぐらいまで                    |
| 15:27～15:30 | オリコンウィークリーシングル6位~5位ぐらいまで                    |
| 15:37～15:42 | オリコンウィークリーシングル4位                                  |
| 16:00～16:10 | オリコンウィークリーシングルTop3                                 |
| 16:10 -      | オリコンまたはビルボードのアルバムランキングから一枚ピックアップ |

Billboard Japan Hot 100
このパートでは10-2位まではオリコンとWチャートインし、オリコンで流した楽曲はサビ部分での紹介で、それ以外は基本的にフルでオンエア。オリコンと二冠を達成した場合は基本的に1コーラスで流すが、時間帯によってはフルサイズだったりフラッシュで終わる場合もある。なお、ビルボード一位は他番組で言うところのラストナンバーとなっており、2025年6月以降のラス曲チャレンジ企画の時は必ずオンエアしている。
- 通常放送の場合

| 放送時間     | 内容                     |
| ------------ | ------------------------ |
| 16:16～16:25 | Billboard Japan10位〜9位 |
| 16:45～16:50 | Billboard JAPAN8位～7位  |
| 17:10～17:22 | Billboard Japan6位～4位  |
| 17:26〜17:36 | Billboard Japan top3     |
| 17:43～17:47 | Billboard Japan第1位発表 |

- ゲスト登場の場合（最後にゲストが登場した2024年5月4日放送時点）

| 放送時間    | 内容                     |
| ----------- | ------------------------ |
| 16:25-16:27 | Billboard Japan10位〜9位 |
| 17:11-17:25 | Billboard Japan8位～2位  |
| 17:45-17:47 | Billboard Japan第1位発表 |

オリコンチャートの第1位の曲は、原則フルコーラス、1 - 2コーラスで紹介。billboard JAPANでオリコンと同じの曲は1コーラス。

#### 2017年4月版
ORICON WEEKLY SINGLE
| 放送時間    | 内容                                       |
| ----------- | ------------------------------------------ |
| 15:03~15:07 | オリコンウィークリーシングル10~9ぐらいまで |
| 15:16~15:20 | オリコンウィークリーシングル8位ぐらいまで  |
| 15:30~15:35 | オリコンウィークリーシングル7~5ぐらいまで  |
| 15:45~15:50 | オリコンウィークリーシングル4~2まで        |
| 16:05~16:10 | オリコンウィークリーシングル第1位          |

Billboard JAPAN HOT 100
| 放送時間    | 内容                          |
| ----------- | ----------------------------- |
| 16:45~16:50 | Billboard Japan10~7ぐらいまで |
| 17:03~17:20 | Billboard Japan9~4まで        |
| 17:31~17:40 | Billboard Japan3~2まで        |
| 17:43~17:45 | Billboard Japan第1位          |

## 番組のスタジオ

### 2019年4月以降
基本的に海浜幕張ワールドビジネスガーデン27階BAYFM本社にある第1スタジオ（STUDIO MALIVE）からの生放送である。ただし、回によってはスタジオが変わる場合もある。

### コロナ禍による対応
コロナ禍では感染防止のソーシャルディスタンスとして、スタジオが変わっていた。小島はスタジオ外にある休憩スペースの特設スタジオ、麻生は通常通り、三田寺は小島とも別の特設スタジオ（通称掘立てスタジオ）から放送していた。その他にもリモートで別の場所から生放送も実施していた。2025年8月現在は小島と山内は同じスタジオ内、でぃばばは中継先または2人と同じスタジオから放送している。

### 2019年3月まで
- 2019年3月までは舞浜イクスピアリの2階シアターフロントにある「スタジオイクスピアリ」から公開生放送[126]していた。
- HOT30時代は、リスナーの見えるスタジオイクスピアリの窓で、ゲストとともにツーショット写真を撮っていたが、REALになってからは、リスナーの見えるスタジオイクスピアリの窓ではなく、BAYFMの看板があるインフォメーション板で撮影している。なお、回によってはスタジオの窓に向かって撮影する場合もあるが、スタジオ前のリスナーはモザイクをかけられていた。
- スタジオイクスピアリでは録画や録音、写真撮影は禁止されていた。
- スタジオイクスピアリでは音源を続けて流すことが出来ないため、フラッシュで紹介する場合は複数の音源をあらかじめ編集して1つの音源にしてから流している[127]。

スタジオイクスピアリの閉鎖に伴い、同スタジオからの生放送は2019年3月30日の放送をもって終了し、翌週4月6日よりBAYFMスタジオマリブからの非公開生放送となっている。なお、HOT30時代の2000年7月から同スタジオでの放送が始まっており、パワカンの歴史としては本社スタジオに戻ったともいえる。
当番組が始まった当時は、関東エリアで唯一のサテライトスタジオでの公開放送でカウントダウン番組として放送していたが、当番組も2019年4月からは本社スタジオでの非公開生放送となったため、以降しばらく関東エリアにおけるレギュラー放送での公開カウントダウン番組が消滅した。2020年4月に放送開始したTOKYO FM JUMP UP MELODIES TOP 20は銀座ソニーパークにあるサテライトスタジオからの公開放送となっているが、新型コロナウイルスによる感染拡大防止に伴い、2020年7月現在はTOKYO FMの本社スタジオからの放送となっている。後にソニーパークのサテライトスタジオは閉鎖された為、2024年時点でも公開カウントダウン番組は存在しない。
なお、2024年現在はスタジオイクスピアリだった場所は改装され、スタジオイクスピアリの雰囲気を残しつつ、売店「Candy Cafe」として営業している。

## 出来事
- 2017年7月1日放送分は、番組の冠スポンサーである京葉銀行のCMのリニューアルに伴い、番組内で、新しく京葉銀行のイメージキャラクターになった俳優の伊藤淳史からのメッセージを放送した。[129]
- 2017年8月5日放送分は、普段はCMの後に第1位の発表だが、この日は、翌日が麻生の誕生日だったので、第1位の発表の後にCMに入って、エンディングになった[130]。[131]
- 2017年10月14日放送分は、もうすぐtop10とミュージックパトロールを予告なく入れ替えた。
- 2018年6月16日放送分は、当番組放送中の裏でAKB48世界選抜総選挙の結果発表をしていたため、Billboardの2位発表の17時37分頃に現地のリポーターに電話をつないで、結果発表の模様を届けた[132]。
- 2018年7月21日放送分は、オリコンウィークリーシングルの5位~3位にかけて、ランキングのジングルがかからないという放送事故が発生[133]。
- 2018年8月4日放送分は、オリコンウィークリーシングルの6位の曲が2回かかってしまうという放送事故が発生。そして、17時20分頃にゲストを迎えて、エンタメについての座談会を実施した[134]。
- 2019年5月4日放送分は、ミュージックリアルジャーナルの中でランキングを紹介したが、そこに、当番組では使わないランキングのジングル（厳密に洋楽版）がかかってしまった。
- 2020年2月15日放送分は、billboard JAPANの第10位の曲（Official髭男dism「イエスタデイ」）だったのが、第9位のOfficial髭男dismの「宿命」をオンエアしてしまった[135]。
- 2020年4月4日放送分は、元々当番組の詳細を発表した2017年度に放送された特番「BRAND NEW SHOWCASE」のDJであった中村愛が当日番組のツイッターに参加していた。
- 2020年4月1日~2020年4月18日までは、番組サイトならびにradikoのサムネイルが本来の放送時間と異なる「Every Fri. 19:00~」となっていたが、翌週4月25日より「Every Sat. 15:00~」に変更されている。
- 2023年11月4日15時56分頃、「BATFM TRAFFIC UPDATES」にてJARTIC日本道路交通情報センターの担当者が応答しないトラブルが発生し、1分ほどBGMのみが流れた。その後情報アナウンサーがそのことをお詫びした。
- 2024年5月11日放送分にて、中継リポーターのでぃばばが中継先の銀座にてTBSのテレビ局からのインタビューを受け、後日でぃばばがその番組に出ることになったことを発表。なお、肝心の番組名は不明。[136]
- 2025年2月15日放送分のBillboard JAPANの10位の楽曲Creepy Nutsの「オトノケ」が流れてる最中に所々音飛びが発生し、再度オンエアするという放送事故が発生。その為、1コーラスのみのオンエアとなった。
- 通常オリコンの1位はフルコーラスで流しているが、2025年8月2日放送分は曲の途中でフェードアウトする形で臨時ニュースを発表したことでBAYFMのジングル後にすぐ曲紹介に移行した為、1コーラスのみのオンエアとなった。※通常は曲が終わってから臨時ニュースを発表する。

### 類似番組（他局のカウントダウン番組）
関東エリアに限る。

#### FM系
- JA全農 COUNTDOWN JAPAN - TOKYO FMで遠山大輔と潮紗理菜（2025年4月以降）がパーソナリティで放送している番組。当番組と同じく、一つのランキングの上位10曲をカウントダウンしている。なお、BAYFMにおけるランキング番組は当番組のみになったが、この番組も洋楽専門カウントダウン番組があったが、当番組の放送開始前に放送終了しており、ランキング番組が邦楽専門になっている（厳密には後述の番組もある為邦楽が優勢）という共通点ができた。なお、2025年4月から登板する潮はかつてけやき坂46のメンバーとして当番組にゲスト出演しており、当番組も2025年4月より元AKBと元SKEの山内が担当する為、元アイドルがパーソナリティを務めるという共通点もできた。
- JUMP UP MELODIES TOP 20 - 上記と同じくTOKYO FMで鈴木おさむと陣（THE RAMPAGEのメンバー）がパーソナリティーを努める番組。Spotifyの急上昇チャートをウィークリー単位で集計したオリジナルチャートTOP20を2時間でカウントダウンしていく。なお、こちらは、完全なチャート番組としては当番組以来となるサテライトスタジオから公開放送の番組だったが、コロナ禍により本社スタジオからの非公開放送だったが、サテライトスタジオが2021年中盤をもって閉鎖された為、実現することはなかった。つまり、2022年3月現在もサテライトスタジオからのランキング番組は存在しないことになる。ちなみに上記と同様、陣はTHE RAMPAGEのメンバーとして当番組に2回ほどゲスト出演している。
- FUNKY FRIDAY - NACK5で小林克也がパーソナリティを務めている番組。この番組の中で、ランキングを紹介するコーナーがある。ランキングの内容に当番組と共通する部分がある。
- HITS! THE TOWN - NACK5で当番組の裏番組として放送している番組。パーソナリティーはバカボン鬼塚と山口五和。2020年3月まではパワカンと同じ放送時間だったが、2020年4月よりグラカンと同じ放送時間に変更されている。（厳密にはグラカン放送開始より5分早い。）こちらは、ゲストトークやトークが中心だが、午後3時台からリクエストチャートTOP10を全曲紹介する。
- TOKIO HOT 100 - パワカンが始まる1年前に始まった番組。クリス・ペプラーがパーソナリティを務めているJ-WAVEで上位100曲を4時間でカウントダウンしている番組。ちなみにアシスタントの交代はあったが、放送開始から長らく同じメインパーソナリティが勤めているラジオ番組である。

#### AM系
- 三宅裕司のサンデーヒットパラダイス - ニッポン放送で三宅裕司がパーソナリティを務めている番組。当番組と同じく、20曲を3時間でカウントダウンしている。こちらは一つのチャート20曲（TOP20）であるため、カウントダウンの方法が違う。関東圏のAM番組では唯一のランキング番組。

### パワカンが主に使うチャート
いずれも上位10曲をカウントダウンしている。
- Billboard Japan Hot 100
- オリコンチャート - シングルランキングは上位10枚、アルバムランキングからは一曲ピックアップする。